# Real Jaén Club de Fútbol
El Real Jaén Club de Fútbol, S. A. D. es un club de fútbol español de la ciudad de Jaén (Andalucía). Fue fundado en 1929 como Sociedad Olímpica Jiennense, hasta 1947 cuando cambió a su actual nomenclatura. Milita actualmente en Segunda Federación y juega sus partidos en el Estadio de la Victoria con capacidad para 12 569 espectadores.  
Aunque se trata de dos clubes distintos, el Real Jaén C. F. se considera, de facto, el heredero deportivo del Real Jaén F. C. (1922). Equipo fundado el 13 de agosto de 1922 que recibió el título de real en 1923 y que acabó desapareciendo en 1927. No obstante, tanto el club y la afición consideran que son el mismo club.  
El Real Jaén ha disputado 3 temporadas en Primera División y 16 temporadas en Segunda División, ocupando el 54.º puesto histórico en Primera División con 71 puntos. Su primer ascenso a la máxima categoría se produjo en la temporada 1953-54 mientras que su última temporada fue en 1957-58. Ha competido también en las extintas Segunda División B y en la Tercera División con 31 y 27 temporadas respectivamente. Entre sus títulos estarían dos ligas de Segunda División, dos ligas de Segunda División B, seis ligas de Tercera División y dos copas Federación. Ha participado en 49 ediciones del torneo copero llegando en dos ocasiones a cuartos de final, su máximo logro.

## Historia del club

### Los orígenes del fútbol en la ciudad de Jaén
Uno de los primeros proyectos futbolísticos en la capital fue la fundación del Jaén F.C. (1907), del que se tiene poca información, y que tuvo una actividad deportiva hasta los años diez del siglo XX. En estos años el arquitecto y empresario Justino Flores se embarcó en un proyecto sobre prospecciones mineras, estableciendo una empresa (Óxidos Flores) en la zona norte de la ciudad de Jaén, entre la vía férrea y las huertas de Peñamefécit. El personal técnico de dicha empresa, que era de origen inglés, comenzó a introducir iniciativas deportivas (fútbol, tenis, natación, aerostación ...), dando lugar a la creación de las primeras instalaciones deportivas de la ciudad y de los primeros equipos de fútbol informales de la misma, tales como las peñas deportivas La gimnástica y El balompié, que, al fusionarse ambas el 13 de agosto de 1922 de la mano del doctor en Medicina Juan Nogales Martínez, dieron lugar al Jaén F.C. (1922), más conocido por «El FC».
El Jaén F.C. pronto se convirtió en el favorito de los jiennenses frente a su otro rival capitalino, la Unión Deportiva. El mismo día de su presentación jugó un encuentro amistoso en La Carolina contra el equipo local, siendo derrotado por 5-0. Diez días después se produce la primera victoria frente al Linares por 3-1, unos dos más tarde se disputó el primer partido frente al Úbeda, cayendo derrotado 0-2. El paso siguiente fue la federación del club en 1923 para que pudiera competir en las categorías nacionales, disputando varios partidos amistosos durante ese año y el siguiente. Contando con apenas un año de vida sus aires de grandeza no cesaban y, tramitada a la Mayordomía de la Casa Real una solicitud para que se le concediera el título honorífico de Real, afortunadamente para sus intereses tal petición fue aprobada entrado el otoño con lo cual se varió su denominación a Real Jaén F.C.
Sin embargo, con las maltrechas arcas, iniciado el año 1927 el club amainó considerablemente su ritmo de encuentros hasta el punto de reducir su actividad casi a la nada. Durante el verano de 1927 disputó sus últimos partidos para no volver a jugar nunca más. Arruinado y sin jugadores con los que competir, el Real Jaén F.C., víctima de sus ínfulas de grandeza, caía derrotado por el profesionalismo.
Después de transcurrir casi dos años completos sin actividad futbolística en la ciudad, llegados a abril de 1929 la prensa se hizo eco del desuso en el que había caído el Stadium de Peñamefécit, recinto de animadas tardes donde se congregaba la afición, surgiendo tras su llamada de atención un nuevo grupo de emprendedores quienes, sin mirar atrás, decidieron constituir una nueva sociedad en el mes de mayo que respondió al nombre de Sport Club de Jaén.

### El nacimiento del club: la Sociedad Olímpica Jiennense
El 12 de junio de 1929 nacía un nuevo proyecto deportivo bajo el nombre de Sociedad Olímpica Jiennense, figurando el equipo en Tercera Regional, junto a otros equipos de las provincias de Córdoba y Jaén. El 12 de abril de 1931, tras vencer al Nacional de Córdoba (filial del Córdoba CF), la Olímpica ascendió a Primera Regional. El uniforme del equipo en aquel entonces estaba constituido por camisola roja y pantalón azul. El 5 de julio de 1939, tras finalizar la Guerra Civil, se reconstituye de nuevo la Sociedad Olímpica Jiennense, presidida por Lisardo Mena. Se abandona el color rojo por el blanco original en la vestimenta del equipo. Tras la muerte de Juan Nogales, quien ostentó la presidencia también del extinto Real Jaén F.C., en 1942, accede a la presidencia Diego Infante. Ese mismo año el club se adjudicaría la Copa Federación Sur al imponerse al San Andrés por 1-4. En la campaña 1942/1943 el equipo accede a por primera vez a categoría nacional, a la Tercera División.
El 20 de marzo de 1944, debuta en la Copa del Generalísimo, en la primera ronda frente al Úbeda, en Jaén, ganando con el resultado de 3-2, una semana después el 27 del mismo mes se enfrentó por primera vez en copa con el Linares, ganando la Olímpica 4-3, esa temporada el club alcanzó la cuarta ronda eliminando también al Algeciras y cayendo derrotado frente al CD Córdoba. El 29 de octubre de 1944 se inaugura el, por entonces, Estadio de la Victoria, situado en el centro de Jaén, el cual se convirtió durante 60 años en un símbolo más del club jiennense, así como un difícil obstáculo de superar para sus rivales debido a sus reducidas dimensiones y a la relativa cercanía de las gradas respecto al terreno de juego. El partido inaugural enfrentó a la Olímpica contra el Algeciras CF, siendo el resultado final de 2-2..
| Jaén F.C.                  | 1907 |                        | 1915    |
| Jaén F.C.                  | 1922 | Real Jaén F.C. en 1923 | 1927    |
| U.D. Jiennense             | 1923 |                        | c. 1925 |
| Español F.C.               | 1924 |                        | ¿?      |
| Sport Club de Jaén         | 1929 |                        | c. 1930 |
| Sociedad Olímpica Jiennese | 1929 | Real Jaén C.F. en 1947 |         |

### El cambio del nombre
Con el paso del tiempo y posiblemente extinguidas las deudas del anterior club, los directivos de la Sociedad se propusieron adoptar el nombre del anterior club capitalino, el Real Jaén F.C., pero cambiando la forma anglosajona original de Football Club (F.C.) por la forma españolizada de Club de Fútbol (C.F.) según las leyes deportivas de la época. Esto quedó formalizado con autorización de la Real Federación el 5 de septiembre de 1947. Este cambio suponía la sustitución del antiguo nombre de Olímpica Jiennense y se estableció definitivamente el color blanco (igual que el R. Jaén F.C.) para la primera vestimenta del equipo, en lugar del pantalón azul y camiseta roja que solía vestir la Olímpica. 
Estos cambios propiciaron que se considere al Real Jaén C.F. de 1947 el mismo club que aquel Real Jaén F.C. fundado en 1922. Sin embargo, a falta de una investigación clarificatoria, estaríamos ante dos clubes distintos ya que el fundado en 1922 desaparecía en 1927. No obstante, la afición y el club consideran que de facto hay una continuidad, deportiva sin duda, pero no institucional.
El 13 de agosto de 2022 el Diario Jaén publicó un suplemento especial conmemorativo titulado "Un siglo de orgullo". En dicho suplemento, el artículo de Gilberto Moreno "Un siglo de historia como símbolo e imagen de Jaén" especifica para la temporada 26-27:

El equipo compite en el subcomité Córdoba-Jaén y más concretamente en su segunda categoría, cuyo grupo estaba conformado por Gimnástica Deportiva de Montilla, el Jaén FC, el Athletic Club de Cabra y el Córdoba FC, pero al final de esta campaña desaparece.

Para a continuación indicar en la temporada 29-30:

Creada La (sic) Sociedad Olímpica Jiennense, un club dedicado al cultivo de la educación física que, además de una sección dedicada al fútbol, considerada inicialmente como de segundo orden, dio apoyo en su seno a otras prácticas deportivas prioritarias como el popular atletismo y diversas modalidades de gran seguimiento en la época como la esgrima, el patinaje, la pelota vasca o el tenis.

Esto iría en la dirección de considerar que se trararía de clubes distintos, así como el hecho de que no haya partidos del Real Jaén F.C. entre 1927 y 1929, que, si siendo el mismo club, renuncie a su título de real en plena monarquía alfonsina para adquirir otro nombre difuso o que la Sociedad se funde con distinta directiva, equipación y orientación deportiva. Así mismo el hecho de que el título de real de 1947 fuera recientemente confirmado de forma oficial por la Casa Real, a través de las gestiones llevadas a cabo por el club en octubre del 2022, invita a pensar en esta hipótesis.
Sea como fuere, el nuevo Real Jaén C.F. iniciará una época dorada que le llevará a alcanzar la Segunda División y después la máxima categoría del fútbol español, la Primera División.

### La época dorada del club
En la década de los años 50 el club alcanza sus mayores glorias deportivas, conquistando en 1952 la Copa Federación, dos campeonatos de Segunda División (1952-53 y 1955-56) y militando tres temporadas en la Primera División del fútbol español (1953/1954, 1956/1957 y 1957/1958), tras un doble ascenso consecutivo desde Tercera División a Primera de la mano de emblemáticos jugadores como Ángel María Arregui, pichichi de Segunda de la temporada 1952-53. Su mejor clasificación provisional la consigue tras la tercera jornada de la temporada 1957/58, alcanzando la segunda posición, tras el Real Madrid CF. Pese a perder la primera categoría, el Real Jaén se mantuvo en Segunda División cinco temporadas además de su participación continuada en la Copa del Rey desde el 1955 a 1963.

### De la Tercera División a la Segunda División B
En la temporada 1963-64 el equipo comienza la temporada en Tercera División, categoría en la que se mantendrá doce años. En las primeras temporadas se mantiene entre los cinco primeros, siendo campeón en dos ocasiones. En la temporada 1966-67 logra el ansiado ascenso a la categoría de plata. La temporada en Segunda es discreta terminando en undécima posición. Sin embargo, la Real Federación decide reestructurar la categoría dejando la Segunda División en un solo grupo, así, los equipos del undécimo al último lugar de cada grupo descendieron a Tercera. Después del descenso el Real Jaén compitió ocho temporadas más la tercera categoría nacional con discretos resultados.
Su regreso a Segunda División en la temporada 1976-77 sucitó el entusiamos de la afición y más cuando el equipo acabó en cuarta posición en el primer año. Sin embargo, las dos temporadas siguientes son muy discretas llegando a descender en la temporada 1978-79. El equipo queda encuadrado en la nueva categoría intermedia entre segunda y tercera, la Segunda División B.

### La larga marcha por Segunda División B
Esta nueva categoría creada supone gran parte de la historia del club jiennense donde ha jugado 31 temporadas. Las primeras doce temporadas fueron muy discretas llegando a descender a Tercera División, donde estuvo dos temporadas seguidas hasta el nuevo ascenso a Segunda División B, para después de dos temporadas volver a descender a Tercera. Tras acabar 4.º, superando la fase de ascenso, regresa a la categoría de bronce con décimo puesto esa temporada. Tras estas primera estapas, la temporada 1991-92 es el inicio de la mejor trayectoria del Real Jaén en la Segunda División B. Cinco temporadas seguidas terminando entre los cuatro primeros (una de ellas, la temporada 1995-96, terminó campeón) y jugando la liguilla de ascenso a Segunda División. Categoría que consigue en la fase de ascenso de la temporada 1997-98. El regreso es decepcionante en lo deportivo, ya que el club acaba en el puesto 20.º. Tras dos temporadas nuevamente en el grupo IV de la Segunda B, regresa a Segunda con otra exitosa fase de ascenso. Tras el primer año, en décima posición, la siguiente temporada no cumple las expectativas y acaba en la última posición.
A partir de aquí comienza once temporadas consecutivas en Segunda División B con resultados pobres durante las seis primeras temporadas para, después, volver a ilusionar con un nuevo ascenso en las cinco últimas. En la temporada 2008/2009 se proclamó, por segunda vez en su historia, en el campeón de la Copa Federación al derrotar en la final al Rayo Vallecano "B" y disputó la promoción de ascenso a 2.ª siendo derrotado por 1 gol a 2, por el Villarreal "B" en el partido de vuelta de la tercera y última eliminatoria, en el Estadio La Victoria.
En el verano de 2010, el Real Jaén vivió uno de los momentos más difíciles de su longeva historia. Al no consumarse su ascenso a Segunda División por la derrota frente al FC Barcelona "B" en segunda ronda de las eliminatorias de ascenso, las denuncias por impagos de jugadores, exjugadores y técnicos, crearon una deuda de alrededor de medio millón de euros, a la que tenía que hacer frente el club antes del 31 de julio de ese mismo año. Después de negociaciones por varios frentes, medidas desesperadas, decisiones negativas del Ayuntamiento, manifestaciones etc., todo hacía indicar que el equipo estaba destinado a desaparecer pero finalmente se llegó a un acuerdo con futbolistas y exfutbolistas para negociar la deuda a pagar a lo largo del mes de agosto, más los pagos atrasados y adelantos de patrocinadores e instituciones, consiguieron dar ese aliento a un equipo que tenía las horas contadas.
En la temporada 2010/11, estando el equipo en Segunda División B y habiendo prometido la directiva un conjunto preparado para pelear de nuevo por el ascenso, se vivieron acontecimientos que marcaron la vida del equipo capitalino. El presidente hasta entonces, Carlos Sánchez, decide abandonar su cargo, viendo la delicada situación económica de la entidad, no pudiendo hacer frente a compromisos adquiridos (nóminas, luz, agua...) y con la afición totalmente en contra. Rafael Teruel, apoyado por un grupo de empresarios de la provincia, se hace cargo de la entidad, adquiriendo el paquete accionarial mayoritario. En febrero de 2011 Rafael Teruel se ve obligado, por la precaria situación económica del club, a declarar la entidad en concurso de acreedores. Finalmente, tras más de dos años de estar intervenido por administradores, el 21 de marzo de 2013 el Real Jaén sale del concurso de acreedores y consigue salvarse en todos los aspectos, sembrando así el inicio de un nuevo Real Jaén.

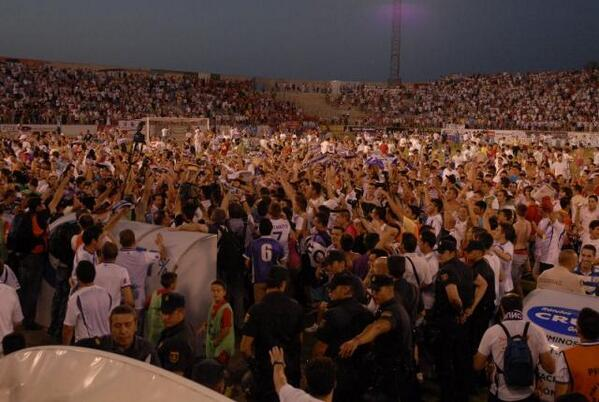
Ascenso del Real Jaén a Segunda División en 2013.

El 10 de octubre de 2012 el Real Jaén ganó al Real Betis 1-0 siendo Campeón del Trofeo del Olivo. En la Copa del Rey 2012-2013 el Real Jaén llega a los dieciseisavos de final enfrentándose al Atlético de Madrid. El partido de ida fue el 31 de octubre de 2012, el Real Jaén perdió por 0-3; el partido de vuelta fue el 28 de noviembre de 2012, el Real Jaén también perdió por 1-0. El 19 de mayo de 2013 el Real Jaén es Campeón de la Liga Segunda B Grupo IV ganando 1-0 al San Fernando. En las eliminatorias de playoff de ascenso a Segunda División le toca el Deportivo Alavés empatado en la ida 1-1 y perdiendo en la vuelta 1-0 el Real Jaén tendría otra oportunidad para ascender ya que acabó primero en la liga, en la segunda eliminatoria le tocaría el Lleida Esportiu quedando tanto en la ida como en la vuelta 1-1 en la vuelta se resolvería en la lotería de los penaltis 4-3 favorable para el Real Jaén, en la tercera eliminatoria le tocó el Huracán Valencia quedando en la ida 1-1 y en la vuelta 0-0 al no recibir ningún gol en la vuelta el Real Jaén conseguiría el ascenso a la Liga Adelante.

### De la Segunda División a la crisis institucional
Durante la temporada 2013/2014 en Segunda División A, el Real Jaén se mantiene fuera de los puestos de descenso en la mayoría de jornadas. Sin embargo, acaba cayendo en estos puestos a falta de dos jornadas culminando el descenso, finalmente, en la última jornada en casa frente al Deportivo Alavés, en un duelo dramático en el que acabaría encajando a falta de 7 minutos para el final el gol que le supondría volver a la categoría de bronce del fútbol español.
En el retorno a la Segunda División B en la temporada 2014/2015, el Real Jaén completa una discreta campaña con una desastrosa segunda vuelta que lo dejan finalmente en el puesto 11.º de la clasificación en una temporada similar a la siguiente, donde acabó 10.º clasificado. En la temporada 2016/17, a falta de dos jornadas para el final, el club sufre un descenso a Tercera División al caer derrotado en la jornada 36 en casa por 1-2 ante el Extremadura UD tras 26 años sin estar en esta categoría, lo cual supone el peor momento en la historia reciente del club. Debido a sus numerosas deudas, el 6 de enero de 2020 el club inicia una ampliación de capital con el nombre "SOS Real Jaén".
Durante su periplo en Tercera, el club pasará por verdaderos apuros que llevaron a pensar que el equipo podía desaparecer. La gestión de Tomás Membrado al frente del club pasaron de la ilusión a la decepción y su sucesor, Andrés Rodríguez, generó intensas críticas de la masa social de la ciudad. El club carecía de instalaciones adecuadas (falta de agua, luz, cuidado del césped deficiente...), impagos a empleados y jugadores y deudas con ex empleados del club que llevaron a la federación al bloqueo de los derechos federativos y la imposibilidad de inscribir a jugadores. Al mismo tiempo, la RFEF tomó la decisión de crear una nueva categoría entre la Segunda y la Segunda B (que cambió su nombre a  Segunda Federación), la Primera Federación. Con este cambio, el Real Jaén pasa de estar en  cuarta división (Tercera División) a la quinta (Tercera Federación). Ante estos problemas, el Real Jaén no se presentó al primer partido contra el C. F. Motril. 
Tras varios intentos breves de cambio de directiva, el grupo Fomento y Promoción del Real Jaén logra hacerse con el paquete mayoritario de las acciones aliviando la situación institucional y deportiva del club. En la actual temporada, el club afronta un nuevo proyecto deportivo con el objetivo de ascender a Segunda Federación.

## Jugadores y cuerpo técnico

### Plantilla y cuerpo técnico 2024/25
- Los jugadores con dorsales superiores al 25 son, a todos los efectos, jugadores del Real Jaén Juvenil. Como exigen las normas de la LFP, los jugadores de la primera plantilla deberán llevar los dorsales del 1 al 25. Del 26 en adelante serán jugadores del equipo filial.

## Afición
Aparte de los partidos contra clubes de gran prestigio, los encuentros que más movilizan a la afición son los partidos a disputar frente al Linares debido a la máxima rivalidad entre estas dos aficiones. También las visitas del Granada CF y del Córdoba CF debido a la cercanía geográfica y a la constante disputa entre estas ciudades y Jaén, si bien cabría mencionar el buen ambiente y el hermanamiento con la afición granadina.
La mayor movilización de la afición blanca se vivió en el año 2009 en la tercera y última eliminatoria de la fase de ascenso a Segunda A contra el Villarreal B instalándose gradas supletorias, pasándose de los 12.589 asientos a alcanzar los dieciocho mil.
Más reciente fue la gran acogida de más de dieciséis mil aficionados para presenciar los dieciseisavos de final de la Copa del Rey, contra el Atlético de Madrid en la noche del 28 de noviembre de 2012, imponiéndose los colchoneros por 0-3 (y en la vuelta por 1-0), campeón de la Copa en ese año frente al Real Madrid por 1-2 en el Santiago Bernabéu.
El 30 de junio de 2013 la capital y provincia se volcó una vez más con el Real Jaén, llenando las gradas hasta casi quince mil aficionados que llevaron en volandas la consecución del ascenso a Segunda División en la tercera y definitiva eliminatoria.[cita requerida]

### Peñas
El club cuenta con un nutrido número de peñas, tanto en la capital como en el resto de la provincia, algunas de las cuales ya no existen:
- Frente Aceitunero
- División Blanca
- Xauen Sur
- Peña El Mono
- Peña "El Litro"
- Ajudid
- Peña Antonio Rueda
- Peña del Real Jaén 'El Chato'
- Peña 'Castillo de Jaén'
- Orgullo Lagarto
- Sentimiento Blanco
- Peña Las Batallas
- Peña Huelmense del Real Jaén
- Peña de Santisteban del Puerto
- Peña Deportiva del Real Jaén
- Peña del Real Jaén de Torres
- Peña del Real Jaén Pueblo de Las Escuelas
- Peña del Real Jaén 'Juanma Espinosa'
- Peña Real Jaén "Dimola" de Jabalquinto
- Peña Nogales y Arregui
- Peña del Real Jaén de Villardompardo
- Peña del Real Jaén en Sevilla
- Peña del Real Jaén de La Carolina
- The North Fans
- Cruzada Blanca
- Esférico Jiennense
- Sección J&B
- Peña La Mella
- Frente Piturda
- Peña Femenina del Real Jaén

### Evolución de abonados por temporadas
- 1947/48 - 246
- 1953/54 - 1000
- 1955/56 - 4000
- 1999/00 - 1883
- 2000/01 - 4200
- 2003/04 - 800
- 2005/06 - 972
- 2006/07 - 1500
- 2007/08 - 2678
- 2008/09 - 3780
- 2009/10 - 3667
- 2010/11 - 3261
- 2011/12 - 2150
- 2012/13 - 2809
- 2013/14 - 6009
- 2014/15 - 4417
- 2015/16 - 4112
- 2016/17 - 3105
- 2017/18 - 4055
- 2018/19 - 3966
- 2019/20 - 1200 (estimación, no hubo datos oficiales)
- 2020/21 - sin datos
- 2021/22 - 1400[15]
- 2022/23 - 4000[16]

### Aficiones hermanadas
La afición del Real Jaén mantiene una buena relación con la del Granada CF a pesar de que el enfrentamiento entre ambos clubes está considerado un derbi andaluz, puesto que tradicionalmente han sido dos equipos que han coincidido tanto en Segunda División como en Segunda B. Son numerosos los actos de colaboración entre ambas entidades. Participaciones en trofeos, cesión de jugadores...
También existe una buena relación con la afición de la SD Ponferradina desde que ambos equipos se enfrentaron en la temporada 2008-09 en los play off de ascenso a Segunda División, volviéndose a enfrentar en la 2011-12, en ambos casos con desplazamientos masivos de las dos aficiones pese a la distancia que separa Jaén de Ponferrada. La afición del Real Jaén ha tenido también tradicional amistad con el Club Atlético de Madrid y el Sevilla Fútbol Club, aunque con este último hubo una gran rivalidad en la década de los 90, cuando ambos coincidieron en Segunda División.

### Plaza de las Batallas
La Plaza de las Batallas, lugar donde se encuentra el Monumento a las Batallas de Jaén, es el punto de encuentro tradicional de la afición del Real Jaén para celebraciones de los éxitos deportivos y salida de autobuses de la afición para partidos de fuera. El monumento situado en dicha plaza representa en sus laterales las esculturas que hacen referencia a la batalla de Bailén y la Batalla de las Navas de Tolosa, "coronando" la cima del monumento una escultura de la diosa alada griega de la Victoria, la diosa Niké.

## Rivalidades
El Real Jaén presenta una histórica rivalidad con el Linares Deportivo, sucesor de los desaparecidos equipos de la ciudad de Linares. Se han enfrentado en 58 partidos, 29 en Jaén y 29 en Linares, con un balance de 24 victorias del Linares, 19 del Real Jaén y 15 empates, el último de ellos en el Estadio Municipal de Linarejos con un resultado de empate a cero en la tercera jornada de la temporada 2016/2017. En Jaén la estadística registra 14 éxitos para los lagartos, 7 empates y 8 triunfos de los mineros.
Otros equipos con los que el Real Jaén C.F. ha mantenido una rivalidad deportiva han sido especialmente andaluces, dada la proximidad geográfica, como el Úbeda C. F. ; el C.D. Iliturgi; el Granada C.F.; el Córdoba C.F.; el Sevilla F. C. y más recientemente con el Deportivo Alavés tras una reñida eliminatoria de ascenso a Segunda División (2012/2013), un partido agónico para evitar el descenso a Segunda División B (2013/2014) y más recientemente la eliminatoria de 1/16 de la Copa del Rey (2019/2020) donde se impuso el equipo andaluz por 3-1.

## Escudo
El escudo del Real Jaén tiene forma semejante a un corazón, aunque con un pequeño pico hacia arriba. De bordes morado, en fondo blanco figura el nombre de la ciudad, sobre las letras C y F entrelazadas de color amarillo. En la parte superior tiene una corona, que representa el título de Real que ostenta el Real Jaén CF.

## Himno
El himno del Real Jaén fue escrito por Luis Cabeza Menéndez, al que le puso música el maestro José Sapena Matarredona.
Hay una versión de este himno realizada por Gregor Montesinos, que fue utilizada por el club y la afición durante la temporada 2012/2013 para celebrar los éxitos deportivos.
Con motivo del 90 aniversario del club el cantante cordobés Keru Sánchez compuso un nuevo himno, aunque este no tuvo mucha aceptación entre la afición jienense.
Con motivo del centenario del club, se lanzó "100 Años de Ilusión" como himno oficial, compuesto e interpretado por el cantautor jiennense Fran Triguero y con la producción de Miguel Linde. Este himno ha tenido una gran repercusión entre la afición y la ciudad, convirtiéndose en un símbolo de renovación para el club.

## Uniforme
Para la temporada 2017/2018 la firma deportiva es Mercury e incluye las siguientes novedades:
- Uniforme titular: Camiseta, pantalón y medias de color blanco con detalles morados.
- Uniforme alternativo: Camiseta, pantalón y medias de color morado con detalles blancos.
- Portero: Camiseta, pantalón y medias de color negro con detalles en verde flúor .

En la parte frontal la camiseta lleva estampado el logo publicitario de {grupo avanza}

### "Blancos"
El color blanco es uno de los colores típicos en las equipaciones del Real Jaén, si bien uno de sus colores históricos es el color morado. El blanco no es solo el color de su equipación, si no el apodo con el que se conoce al club y a su afición.

### "Lagartos"
La leyenda del Lagarto de la Magdalena de la ciudad de Jaén, es otro de los apodos clásicos de este equipo. En 2009 el Real Jaén incluyó en sus equipaciones la imagen del lagarto y creó el Trofeo Lagarto de Jaén. Peñas como la llamada Orgullo Lagarto y diversos cánticos de esta afición, acrecentaron la unión del Real Jaén con este apodo de leyenda.

## Estadio

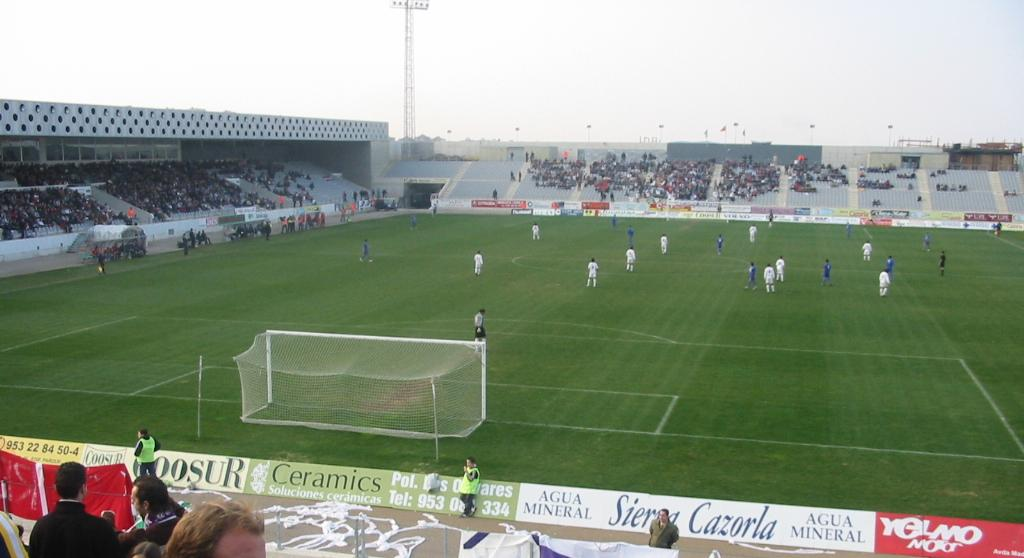
Estadio de La Victoria (Jaén).

Este campo inaugurado en 2001, cuenta con capacidad para 12.569 espectadores y las dimensiones del terreno de juego son de 105 x 69 metros. El primer partido oficial que se jugó en él fue el que enfrentó al Real Jaén CF con el Poli Ejido en la 2.ª jornada de la liga 2001-2002 en Segunda División, siendo el resultado final la victoria por 3 a 1 a favor del conjunto jiennense.
El estadio fue construido pensando que el Real Jaén CF se mantendría en Segunda División, por lo que cuenta con unas buenas instalaciones y un acabado impecable. Cuenta con terreno de juego de césped artificial debajo del terreno de césped natural (al cual se accede desde los vestuarios) que se usa para la preparación física de los jugadores.
El estadio se encuentra a las afueras de la ciudad de Jaén, en la Carretera de Granada, lo que lo hace menos accesible para los aficionados que su predecesor. Otra desventaja es la lejanía entre el terreno de juego y las gradas, que así exigía la legislación deportiva por entonces por motivos de seguridad, lo que lo hace mucho más frío que el Antiguo Estadio de la Victoria, donde las pequeñas dimensiones y cercanía de los aficionados lo convertían en un fortín difícil de superar.

## Palmarés

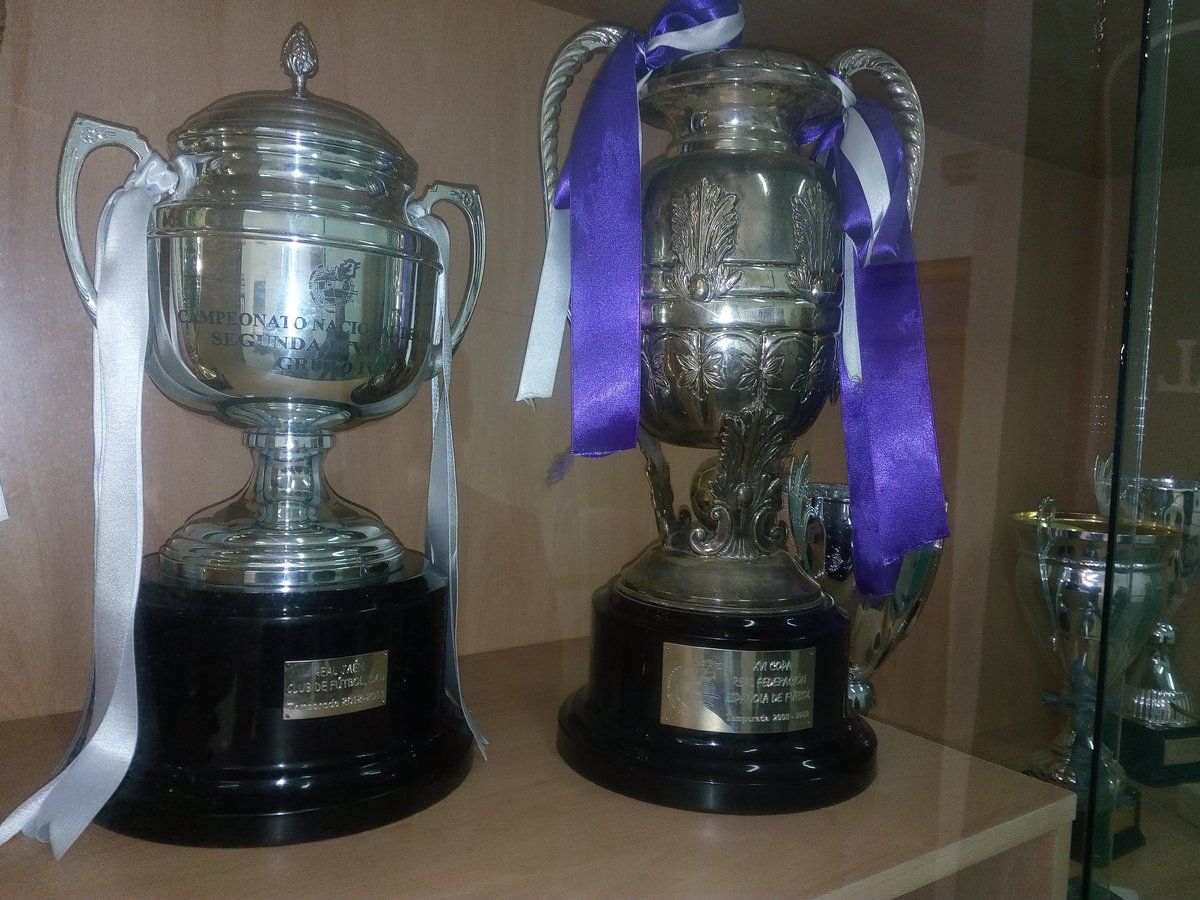
Los títulos nacionales más recientes: Campeonato Nacional de Liga de Segunda División "B" - Grupo IV 2012-13 y la Copa Federación Española 2008-09.

Nota: en negrita competiciones vigentes en la actualidad.
El club jiennense es uno de los más reconocidos a nivel nacional y regional por ostentar en su palmarés 12 títulos de nivel nacional, convirtiéndose así en el club andaluz con mayor palmarés nacional y uno de los 140 clubes que han ganado alguna una competición nacional.

### Torneos nacionales
| Competición Nacional            | Competición Nacional               | Títulos                                                                        | Subcampeonatos                                             |
| ------------------------------- | ---------------------------------- | ------------------------------------------------------------------------------ | ---------------------------------------------------------- |
| 2.ª Categoría (2/0)             | Segunda División                   | 1952-53 (grupo II), 1955-56 (grupo II)                                         |                                                            |
| 3.ª Categoría (6/4)             | Tercera División (1929-1977) (4/3) | 1951-52 (grupo VI), 1964-65 (grupo XI), 1966-67 (grupo XI), 1975-76 (grupo IV) | 1943-44 (grupo VIII), 1945-46 (grupo X), 1946-47 (grupo X) |
| 3.ª Categoría (6/4)             | Segunda División "B" (2/1)         | 1995-96 (grupo IV), 2012-13 (grupo IV)                                         | 2008-09 (grupo IV)                                         |
| 4.ª Categoría (2/0)             | Tercera División (1977-2021)       | 1987-88 (grupo IX), 2018-19 (grupo IX)                                         |                                                            |
| 5.ª Categoría (0/3)             | Tercera Federación                 |                                                                                | 2022-23 (grupo IX), 2023-24 (grupo IX), 2024-25 (grupo IX) |
| Copa Federación de España (2/0) | Copa Federación de España (2/0)    | 1951-52, 2008-09                                                               |                                                            |

### Torneos regionales
| Competición Regional                   | Títulos            | Subcampeonatos |
| -------------------------------------- | ------------------ | -------------- |
| Primera Categoría Preferente (1/1)     | 1941-42.           | 1940-41.       |
| Segunda Categoría Preferente (1/0)     | 1931-32.           |                |
| Tercera Categoría Preferente (1/0)     | 1930-31.           |                |
| Copa Federación Sur (1/0)              | 1940-41.           |                |
| Fase regional de Copa Federación (2/0) | 2005-06 y 2008-09. |                |
| Copa Presidente de la Diputación (2/0) | 2015 y 2018.       |                |

### Torneos amistosos principales
| Competición Amistosa                | Títulos | Subcampeonatos                                                                                         |
| ----------------------------------- | --- | --- |
| Trofeo del Olivo (24/17)            | 1967, 1978, 1982, 1983, 1984, 1985, 1987, 1990, 1992, 1993, 1994, 1995, 1998, 1999, 2001, 2004, 2005, 2006, 2008, 2010, 2012, 2017, 2019 y 2025. | 1981, 1986, 1988, 1989, 1991, 1996, 1997, 2000, 2002, 2003, 2007, 2009, 2011, 2013, 2014, 2018 y 2023. |
| Trofeo Ciudad de Linares (1/4)      | 1995. | 1983, 1984, 1987, 1997.                                                                                |
| Trofeo Lagarto de Jaén (0/1)        | | 2009.                                                                                                  |
| Trofeo Los Cármenes (1/0)           | 1997. | |
| Trofeo Vallecas (0/1)               | | 1976.                                                                                                  |
| Trofeo Ciudad de Albacete (1/0)     | 1982. | |
| Trofeo Ciudad de Motril (3/1)       | 1979, 2001, 2007. | 1975.                                                                                                  |
| Trofeo Ciudad de Vélez Málaga (2/0) | 2019, 2022 | |

### Otros premios
- Trofeo Amberes (1): 1958.
- Premio Juego Limpio de la RFEF (1): 2016.

### Trofeos individuales
- Trofeo Pichichi Segunda División (2): Arregui (1955-56) y Conesa (1961-62).
- Trofeo Zamora Segunda División B (2): Dani Hernández (2008-09) y Toni García (2012-13).
- Premio Ramón Cobo Segunda División B (1): Manuel Herrero Galaso (2011-12).

## Datos deportivos del club
Datos actualizados a la temporada 2022/2023 ya finalizada.
- Temporadas en Primera División: 3
- Temporadas en Segunda División: 16
- Temporadas en Segunda División B: 31
- Temporadas en Tercera División: 28
- Temporadas en Tercera Federación: 2
- Participaciones en la Copa del Rey: 49 
  - 20 ediciones de la Copa del Generalísimo
  - 29 ediciones de la Copa del Rey
- Participaciones en la Copa RFEF: 7
- Participaciones en la Copa de la Liga de Segunda División B - Grupo II: 1
- Clasificación histórica en Primera División: Puesto 54.º
- Clasificación histórica en Segunda División: Puesto 45.º
- Clasificación histórica en Segunda División B: Puesto 7.º
- Clasificación histórica en Tercera División: Puesto 218.º

- Mejor puesto en liga:
  - 14.º (Primera División, temporadas: 1953/54 y 1956/57)
  - 1.º (Segunda División, temporadas: 1952/53 y 1955/56)
  - 1.º (Segunda División B, temporadas: 1995/96 y 2012/13)
  - 1.º (Tercera División, temporadas: 1951/52, 1964/65, 1966/67, 1975/76 y 1987/88 y 2018/2019)
  - 2.º  (Tercera Federación, temporada 2022/23)
- Peor puesto en liga:
  - 16.º (Primera División, temporada 1957/58)
  - 22.º (Segunda División, temporada 2001/02)
  - 19.º (Segunda División B, temporada 2016/17)
  - 12.º (Tercera División, temporada 1974/75)
  - 13.º  (Tercera Federación, temporada 2021/22)

- Mejor puesto en las copas:
  - Cuartos de final (Copa del Rey, temporadas: 1955/56 y 1957/58)
  - Campeón (Copa RFEF, temporadas: 1951/1952 y 2008/2009)
  - Octavos de final (Copa de la Liga de Segunda División B - Grupo II, temporada 1983)

| Competición liguera           | Temporadas | Ptos  | PJ    | G     | E   | D    | GA    | GC    | DIF |
| ----------------------------- | ---------- | ----- | ----- | ----- | --- | ---- | ----- | ----- | --- |
| Primera División              | 3          | 71    | 90    | 29    | 13  | 48   | 121   | 183   | -62 |
| Segunda División              | 16         | 594   | 552   | 202   | 143 | 207  | 745   | 734   | 11  |
| Segunda División B (†)        | 31         | 1563  | 1176  | 464   | 357 | 355  | 1403  | 1119  | 284 |
| Tercera División (†)          | 28         | 1169  | 887   | 470   | 152 | 265  | 1534  | 972   | 562 |
| Tercera Federación            | 2          | 104   | 62    | 30    | 17  | 15   | 90    | 55    | 35  |
| Fases de ascenso              | Ediciones  | Ptos  | PJ    | G     | E   | D    | GA    | GC    | DIF |
| Ascenso de 3.ª F a 2.ª F      | 1          | -     | 2     | 0     | 1   | 1    | 2     | 3     | -1  |
| Ascenso de 2.ª B a 2.ª (†)    | 10         | 42    | 54    | 16    | 20  | 18   | 59    | 59    | 0   |
| Ascenso de 3.ª a 2.ª (†)      | 4          | 22    | 33    | 16    | 2   | 15   | 60    | 57    | 3   |
| Ascenso de 3.ª a 2.ª B (†)    | 3          | 11    | 14    | 7     | 3   | 4    | 12    | 10    | 2   |
| Fases de permanencia          | Ediciones  | Ptos  | PJ    | G     | E   | D    | GA    | GC    | DIF |
| Permanencia en 1.ª (†)        | 1          | 4     | 10    | 1     | 2   | 7    | 15    | 25    | -10 |
| Permanencia en 2.ª (†)        | 2          | -     | 4     | 2     | 1   | 1    | 8     | 6     | 2   |
| Permanencia en 3.ª (†)        | 1          | 16    | 8     | 6     | 1   | 1    | 12    | 3     | 9   |
| Competición compera           | Ediciones  | Ptos  | PJ    | G     | E   | D    | GA    | GC    | DIF |
| Copa del Rey                  | 49         | -     | 145   | 45    | 37  | 63   | 168   | 206   | -38 |
| Copa Federación               | 7          | -     | 32    | 20    | 7   | 5    | 60    | 27    | 33  |
| Copa de la Liga de España (†) | 1          | -     | 2     | 0     | 0   | 2    | 1     | 3     | -2  |
| RESUMEN                       | -          | 3.528 | 3.039 | 1.287 | 750 | 1002 | 4.229 | 3.447 | 782 |

Actualizada hasta la temporada 2022-2023 (los datos se actualizan al finalizar la temporada en curso)
(†) competición extinta
 Mayor goleada como local
- 1.ª División: 6-1 al Real Sporting de Gijón (Temporada 1953/54)
- 2.ª División: 9-0 al Granada C.F. (Temporada 1952/53)
- 2.ª División B: 6-0 al C.D. Mármol Macael (Temporada 1995/96)
- 3.ª División: 10-0 al Calavera Club de Fútbol (Temporada 1946/47)
- 3.ª Federación: 7-0 al CD Huracán Melilla (Temporada 2022/23)

 Mayor goleada como visitante
- 1.ª División: 1-2 al R.C.D. Español (Temporada 1953/54)
- 2.ª División: 0-3 al FC Barcelona "B" (Temporada 2013/14)
- 2.ª División B: 1-6 al Pvo. Almería (Temporada 1995/1996)
- 3.ª División: 2-6 al Atlético Algecireño (Temporada 1966/67)
- 3.ª Federación: 0-6 al CD Huracán Melilla (Temporada 2022/23)

 Mayor goleada encajada como local
- 1.ª División: 2-4 frente al Real Madrid C.F. (Temporada 1956/57)
- 2.ª División: 2-5 frente al R. Balompédica Linense (Temporada 1954/55)
- 2.ª División B: 0-4 frente al Écija Balompié (Temporada 2005/06)
- 3.ª División: 3-6 frente al Alicante C.F. (Temporada 1947/48)
- 3.ª Federación: 1-5 frente al U.D. Almería "B" (Temporada 2021/22)

 Mayor goleada encajada como visitante
- 1.ª División: 7-1 frente al Real Madrid C.F. (Temporada 1953/54) en fase regular, 8-2 frente al C.A. Osasuna en la fase de Promoción.
- 2.ª División: 11-0 frente al Ag.D. Plus Ultra (Temporada 1960/61)
- 2.ª División B: 5-0 frente al C.F. Lorca Deportiva (Temporada 1985/86)
- 3.ª División: 10-5 frente al C.D. Cacereño (Temporada 1949/50) y 7-1 frente al U.D. Melilla (Temporada 1948/49)
- 3.ª Federación: 4-1 frente al Juv. de Torremolinos C.F. (Temporada 2021/22)

## Historial de temporadas
| Temporada | Nivel                                           | División                                        | Grupo                                           | Posición                                        | Puntos                                          | Promoción                                       | Promoción                                       | Copa de España                                  | Otras copas                                     | Otras copas                                     |
| --------- | ----------------------------------------------- | ----------------------------------------------- | ----------------------------------------------- | ----------------------------------------------- | ----------------------------------------------- | ----------------------------------------------- | ----------------------------------------------- | ----------------------------------------------- | ----------------------------------------------- | ----------------------------------------------- |
| 1930-31   | 6                                               | 3ª División                                     | ?                                               | 1.º                                             | ?                                               |                                                 |                                                 |                                                 |                                                 |                                                 |
| 1931-32   | 5                                               | 2ª División                                     | B                                               | 1.º                                             | ?                                               | Ascenso                                         | Renuncia                                        |                                                 |                                                 |                                                 |
| 1932-33   | 5                                               | 2ª División                                     | B                                               | Renuncia                                        |                                                 |                                                 |                                                 |                                                 |                                                 |                                                 |
| 1933-34   | No compite.                                     | No compite.                                     | No compite.                                     | No compite.                                     | No compite.                                     | No compite.                                     | No compite.                                     | No compite.                                     | No compite.                                     | No compite.                                     |
| 1934-35   | 4                                               | 1.ª División                                    | ?                                               | ?                                               | ?                                               |                                                 |                                                 |                                                 |                                                 |                                                 |
| 1935-36   | 4                                               | 1.ª División                                    | ?                                               | ?                                               | ?                                               |                                                 |                                                 |                                                 |                                                 |                                                 |
| 1936-39   | No compite a causa de la guerra civil española. | No compite a causa de la guerra civil española. | No compite a causa de la guerra civil española. | No compite a causa de la guerra civil española. | No compite a causa de la guerra civil española. | No compite a causa de la guerra civil española. | No compite a causa de la guerra civil española. | No compite a causa de la guerra civil española. | No compite a causa de la guerra civil española. | No compite a causa de la guerra civil española. |
| 1939-40   | No compite.                                     | No compite.                                     | No compite.                                     | No compite.                                     | No compite.                                     | No compite.                                     | No compite.                                     | No compite.                                     | No compite.                                     | No compite.                                     |
| 1940-41   | 4                                               | 1.ª División                                    | ?                                               | 2.º                                             | ?                                               |                                                 |                                                 |                                                 | Copa Fed. Sur                                   | Campeón                                         |
| 1941-42   | 4                                               | 1.ª División                                    | ?                                               | 1.º                                             | ?                                               | Ascenso                                         | Última ronda                                    |                                                 |                                                 |                                                 |
| 1942-43   | 4                                               | 1.ª División                                    | ?                                               | 4.º                                             | ?                                               |                                                 |                                                 |                                                 |                                                 |                                                 |
| 1943-44   | 3                                               | 3.ª División                                    | VIII                                            | 2.º                                             | 23                                              |                                                 |                                                 | 3.ª Ronda                                       |                                                 |                                                 |
| 1944-45   | 3                                               | 3.ª División                                    | IX                                              | 4.º                                             | 19                                              |                                                 |                                                 |                                                 | Copa Federación                                 | 3.ª ronda                                       |
| 1945-46   | 3                                               | 3.ª División                                    | X                                               | 2.º                                             | 25                                              | Fase Intermedia                                 | 2.º                                             |                                                 |                                                 |                                                 |
| 1946-47   | 3                                               | 3.ª División                                    | X                                               | 2.º                                             | 28                                              | Fase Intermedia                                 | 6.º                                             |                                                 |                                                 |                                                 |
| 1947-48   | 3                                               | 3.ª División                                    | VII                                             | 8.º                                             | 26                                              |                                                 |                                                 | 3.ª Ronda                                       |                                                 |                                                 |
| 1948-49   | 3                                               | 3.ª División                                    | VI                                              | 10.º                                            | 22                                              |                                                 |                                                 | 1.ª Ronda                                       |                                                 |                                                 |
| 1949-50   | 3                                               | 3.ª División                                    | V                                               | 8.º                                             | 26                                              |                                                 |                                                 |                                                 |                                                 |                                                 |
| 1950-51   | 3                                               | 3.ª División                                    | VI                                              | 3.º                                             | 40                                              |                                                 |                                                 |                                                 |                                                 |                                                 |
| 1951-52   | 3                                               | 3.ª División                                    | VII                                             | 1.º                                             | 37                                              |                                                 |                                                 |                                                 | Copa Federación                                 | Campeón                                         |
| 1952-53   | 2                                               | 2.ª División                                    | II                                              | 1.º                                             | 41                                              |                                                 |                                                 | 3.ª ronda                                       | Copa Federación                                 | 1/4 de final                                    |
| 1953-54   | 1                                               | 1.ª División                                    |                                                 | 14.º                                            | 24                                              | Permanencia                                     | 6.º                                             |                                                 |                                                 |                                                 |
| 1954-55   | 2                                               | 2.ª División                                    | II                                              | 7.º                                             | 32                                              |                                                 |                                                 |                                                 |                                                 |                                                 |
| 1955-56   | 2                                               | 2.ª División                                    | II                                              | 1.º                                             | 42                                              |                                                 |                                                 | 1/4 de final                                    |                                                 |                                                 |
| 1956-57   | 1                                               | 1.ª División                                    |                                                 | 14.º                                            | 23                                              |                                                 |                                                 | 1/8 de final                                    |                                                 |                                                 |
| 1957-58   | 1                                               | 1.ª División                                    |                                                 | 16.º                                            | 20                                              |                                                 |                                                 | 1/4 de final                                    |                                                 |                                                 |
| 1958-59   | 2                                               | 2.ª División                                    | II                                              | 9.º                                             | 29                                              |                                                 |                                                 | Ronda Previa                                    |                                                 |                                                 |
| 1959-60   | 2                                               | 2.ª División                                    | II                                              | 3.º                                             | 37                                              |                                                 |                                                 | Ronda previa                                    |                                                 |                                                 |
| 1960-61   | 2                                               | 2.ª División                                    | II                                              | 14.º                                            | 24                                              | Permanencia                                     | La consigue                                     | Ronda previa                                    |                                                 |                                                 |
| 1961-62   | 2                                               | 2.ª División                                    | II                                              | 9.º                                             | 31                                              |                                                 |                                                 | Ronda previa                                    |                                                 |                                                 |
| 1962-63   | 2                                               | 2.ª División                                    | II                                              | 14.º                                            | 25                                              | Permanencia                                     | No la consigue                                  | 1/16 de final                                   |                                                 |                                                 |
| 1963-64   | 3                                               | 3.ª División                                    | XI                                              | 4.º                                             | 35                                              |                                                 |                                                 |                                                 |                                                 |                                                 |
| 1964-65   | 3                                               | 3.ª División                                    | XI                                              | 1.º                                             | 44                                              | Ascenso                                         | Finalista                                       |                                                 |                                                 |                                                 |
| 1965-66   | 3                                               | 3.ª División                                    | XI                                              | 5.º                                             | 33                                              |                                                 |                                                 |                                                 |                                                 |                                                 |
| 1966-67   | 3                                               | 3.ª División                                    | XI                                              | 1.º                                             | 45                                              | Ascenso                                         | Asciende                                        |                                                 |                                                 |                                                 |
| 1967-68   | 2                                               | 2.ª División                                    | II                                              | 11.º                                            | 27                                              |                                                 |                                                 | Ronda previa                                    |                                                 |                                                 |
| 1968-69   | 3                                               | 3.ª División                                    | VI                                              | 5.º                                             | 44                                              |                                                 |                                                 |                                                 |                                                 |                                                 |
| 1969-70   | 3                                               | 3.ª División                                    | VI                                              | 8.º                                             | 46                                              |                                                 |                                                 | 1.ª ronda                                       |                                                 |                                                 |
| 1970-71   | 3                                               | 3.ª División                                    | IV                                              | 8.º                                             | 40                                              |                                                 |                                                 | 2.ª ronda                                       |                                                 |                                                 |
| 1971-72   | 3                                               | 3.ª División                                    | IV                                              | 3.º                                             | 41                                              |                                                 |                                                 | 1.ª ronda                                       |                                                 |                                                 |
| 1972-73   | 3                                               | 3.ª División                                    | IV                                              | 9.º                                             | 40                                              |                                                 |                                                 | 1.ª ronda                                       |                                                 |                                                 |
| 1973-74   | 3                                               | 3.ª División                                    | IV                                              | 10.º                                            | 37                                              |                                                 |                                                 | 2.ª ronda                                       |                                                 |                                                 |
| 1974-75   | 3                                               | 3.ª División                                    | IV                                              | 12.º                                            | 38                                              |                                                 |                                                 | 3.ª ronda                                       |                                                 |                                                 |
| 1975-76   | 3                                               | 3.ª División                                    | IV                                              | 1.º                                             | 37                                              |                                                 |                                                 | 2.ª ronda                                       |                                                 |                                                 |
| 1976-77   | 2                                               | 2.ª División                                    |                                                 | 4.º                                             | 43                                              |                                                 |                                                 | 1.ª ronda                                       |                                                 |                                                 |
| 1977-78   | 2                                               | 2.ª División                                    |                                                 | 15.º                                            | 35                                              |                                                 |                                                 | 2.ª ronda                                       |                                                 |                                                 |
| 1978-79   | 2                                               | 2.ª División                                    |                                                 | 17.º                                            | 34                                              |                                                 |                                                 | 3.ª ronda                                       |                                                 |                                                 |
| 1979-80   | 3                                               | 2.ª División B                                  | II                                              | 12.º                                            | 37                                              |                                                 |                                                 | 1.ª ronda                                       |                                                 |                                                 |
| 1980-81   | 3                                               | 2.ª División B                                  | II                                              | 7.º                                             | 41                                              |                                                 |                                                 |                                                 |                                                 |                                                 |
| 1981-82   | 3                                               | 2.ª División B                                  | II                                              | 15.º                                            | 32                                              |                                                 |                                                 | 1.ª ronda                                       |                                                 |                                                 |
| 1982-83   | 3                                               | 2.ª División B                                  | II                                              | 12.º                                            | 38                                              |                                                 |                                                 |                                                 | Copa de la Liga                                 | 1/8 de final                                    |
| 1983-84   | 3                                               | 2.ª División B                                  | II                                              | 3.º                                             | 47                                              |                                                 |                                                 |                                                 |                                                 |                                                 |
| 1984-85   | 3                                               | 2.ª División B                                  | II                                              | 7.º                                             | 40                                              |                                                 |                                                 | 2.ª ronda                                       |                                                 |                                                 |
| 1985-86   | 3                                               | 2.ª División B                                  | II                                              | 18.º                                            | 33                                              |                                                 |                                                 | 2.ª ronda                                       |                                                 |                                                 |
| 1986-87   | 4                                               | 3.ª División                                    | IX                                              | 5.º                                             | 46                                              |                                                 |                                                 |                                                 |                                                 |                                                 |
| 1987-88   | 4                                               | 3.ª División                                    | IX                                              | 1.º                                             | 61                                              |                                                 |                                                 | 1.ª ronda                                       |                                                 |                                                 |
| 1988-89   | 3                                               | 2.ª División B                                  | III                                             | 11.º                                            | 37                                              |                                                 |                                                 |                                                 |                                                 |                                                 |
| 1989-90   | 3                                               | 2.ª División B                                  | III                                             | 17.º                                            | 31                                              |                                                 |                                                 |                                                 |                                                 |                                                 |
| 1990-91   | 4                                               | 3.ª División                                    | IX                                              | 4.º                                             | 49                                              | Ascenso                                         | 1.º                                             | 1.ª ronda                                       |                                                 |                                                 |
| 1991-92   | 3                                               | 2.ª División B                                  | IV                                              | 10.º                                            | 39                                              |                                                 |                                                 | 2.ª ronda                                       |                                                 |                                                 |
| 1992-93   | 3                                               | 2.ª División B                                  | IV                                              | 4.º                                             | 43                                              | Ascenso                                         | 3.º                                             | 1/8 de final                                    |                                                 |                                                 |
| 1993-94   | 3                                               | 2.ª División B                                  | IV                                              | 4.º                                             | 49                                              | Ascenso                                         | 2.º                                             | 1.ª ronda                                       |                                                 |                                                 |
| 1994-95   | 3                                               | 2.ª División B                                  | IV                                              | 4.º                                             | 47                                              | Ascenso                                         | 4.º                                             | 3.ª ronda                                       |                                                 |                                                 |
| 1995-96   | 3                                               | 2.ª División B                                  | IV                                              | 1.º                                             | 74                                              | Ascenso                                         | 4.º                                             | 1.ª ronda                                       |                                                 |                                                 |
| 1996-97   | 3                                               | 2.ª División B                                  | IV                                              | 3.º                                             | 66                                              | Ascenso                                         | 1.º                                             | 1.ª ronda                                       |                                                 |                                                 |
| 1997-98   | 2                                               | 2.ª División                                    |                                                 | 20.º                                            | 45                                              |                                                 |                                                 | 2.ª ronda                                       |                                                 |                                                 |
| 1998-99   | 3                                               | 2.ª División B                                  | IV                                              | 8.º                                             | 58                                              |                                                 |                                                 | 1.ª ronda                                       |                                                 |                                                 |
| 1999-00   | 3                                               | 2.ª División B                                  | IV                                              | 4.º                                             | 64                                              | Ascenso                                         | 1.º                                             |                                                 |                                                 |                                                 |
| 2000-01   | 2                                               | 2.ª División                                    |                                                 | 10.º                                            | 59                                              |                                                 |                                                 | 1/16 de final                                   |                                                 |                                                 |
| 2001-02   | 2                                               | 2.ª División                                    |                                                 | 22.º                                            | 42                                              |                                                 |                                                 | 1/16 de final                                   |                                                 |                                                 |
| 2002-03   | 3                                               | 2.ª División B                                  | IV                                              | 12.º                                            | 46                                              |                                                 |                                                 | 3.ª ronda                                       |                                                 |                                                 |
| 2003-04   | 3                                               | 2.ª División B                                  | IV                                              | 12.º                                            | 51                                              |                                                 |                                                 |                                                 |                                                 |                                                 |
| 2004-05   | 3                                               | 2.ª División B                                  | IV                                              | 9.º                                             | 51                                              |                                                 |                                                 |                                                 | Copa Federación                                 | Fase regional                                   |
| 2005-06   | 3                                               | 2.ª División B                                  | IV                                              | 13.º                                            | 51                                              |                                                 |                                                 |                                                 | Copa Federación                                 | 1/8 de final                                    |
| 2006-07   | 3                                               | 2.ª División B                                  | IV                                              | 6.º                                             | 62                                              |                                                 |                                                 |                                                 |                                                 |                                                 |
| 2007-08   | 3                                               | 2.ª División B                                  | IV                                              | 9.º                                             | 56                                              |                                                 |                                                 | 2.ª ronda                                       |                                                 |                                                 |
| 2008-09   | 3                                               | 2.ª División B                                  | IV                                              | 2.º                                             | 71                                              | Ascenso                                         | 3.ª ronda                                       |                                                 | Copa Federación                                 | Campeón                                         |
| 2009-10   | 3                                               | 2.ª División B                                  | IV                                              | 3.º                                             | 69                                              | Ascenso                                         | 2.ª ronda                                       | 1.ª ronda                                       | Copa Federación                                 | 1/16 de final                                   |
| 2010-11   | 3                                               | 2.ª División B                                  | IV                                              | 8.º                                             | 56                                              |                                                 |                                                 | 2.ª ronda                                       |                                                 |                                                 |
| 2011-12   | 3                                               | 2.ª División B                                  | IV                                              | 4.º                                             | 70                                              | Ascenso                                         | 1.ª ronda                                       | 2.ª ronda                                       |                                                 |                                                 |
| 2012-13   | 3                                               | 2.ª División B                                  | IV                                              | 1.º                                             | 70                                              | Ascenso                                         | Asciende                                        | 1/16 de final                                   |                                                 |                                                 |
| 2013-14   | 2                                               | 2.ª División                                    |                                                 | 21.º                                            | 48                                              |                                                 |                                                 | 1/16 de final                                   |                                                 |                                                 |
| 2014-15   | 3                                               | 2.ª División B                                  | IV                                              | 11.º                                            | 49                                              |                                                 |                                                 | 1.ª ronda                                       | Copa Diputación                                 | 1/8 de final                                    |
| 2015-16   | 3                                               | 2.ª División B                                  | IV                                              | 10.º                                            | 48                                              |                                                 |                                                 |                                                 | Copa Diputación                                 | Campeón                                         |
| 2016-17   | 3                                               | 2.ª División B                                  | IV                                              | 19.º                                            | 37                                              |                                                 |                                                 |                                                 | Copa Diputación                                 | 1/8 de final                                    |
| 2017-18   | 4                                               | 3.ª División                                    | IX                                              | 3.º                                             | 82                                              | Ascenso                                         | 1.ª ronda                                       |                                                 | Copa Diputación                                 | 1/4 de final                                    |
| 2018-19   | 4                                               | 3.ª División                                    | IX                                              | 1.º                                             | 101                                             | Ascenso                                         | 2.ª ronda                                       | 2.ª ronda                                       | Copa Diputación                                 | Campeón                                         |
| 2019-20   | 4                                               | 3.ª División                                    | IX                                              | 4.º                                             | 56                                              | Ascenso                                         | 2.ª ronda                                       | 2.ª Ronda                                       |                                                 |                                                 |
| 2020-21   | 4                                               | 3.ª División                                    | IX (sub. A)                                     | 7.º                                             | 25                                              | Permanencia                                     | Se mantiene                                     |                                                 | Copa RFAF                                       | 1.ª Ronda                                       |
| 2021-22   | 5                                               | 3.ª Federación                                  | IX                                              | 13.º                                            | 36                                              |                                                 |                                                 |                                                 |                                                 |                                                 |
| 2022-23   | 5                                               | 3.ª Federación                                  | IX                                              | 2.º                                             | 68                                              | Ascenso                                         | Cuartos                                         |                                                 |                                                 |                                                 |
| 2023-24   | 5                                               | 3.ª Federación                                  | IX                                              | 2.º                                             | 73                                              | Ascenso                                         | Final                                           | 1.ª Ronda                                       |                                                 |                                                 |
| 2024-25   | 5                                               | 3.ª Federación                                  | IX                                              | 2.º                                             | 73                                              | Ascenso                                         | Asciende                                        | 1.ª Ronda                                       |                                                 |                                                 |

### Trayectoria histórica
Nota: La Segunda División B fue introducida en 1977 como categoría intermedia entre la Segunda División y Tercera División.

## Partidos destacados
En este apartado figuran los partidos más destacados del Real Jaén desde que alcanzara categoría nacional. Se indican los primeros rivales por provincias y territorios (comunidades autónomas, ciudades autónomas y el Protectorado español de Marruecos), además figuran los primeros y últimos partidos que jugó el club andaluz en cada categoría nacional y torneo coperos organizados por la RFEF. 
Además en los anexos se desarrollan los partidos del Real Jaén desde 1943, así como los datos estadísticos de las rivalidades directas del Real Jaén con todos los equipos con los que se ha enfrentado.
| Andalucía                | R.C. Rvo de Huelva          | Tercera División   | 1943-44 | C. Rvo Onuba 4-0 S.O. Jiennense        |
| Aragón                   | Real Zaragoza               | Primera División   | 1956-57 | Real Jaén C.F. 0-1 Real Zaragoza       |
| Asturias                 | Real Sporting de Gijón      | Primera División   | 1953-54 | Real Gijón 2-1 Real Jaén C.F.          |
| Islas Baleares           | C.D. Atco. Baleares         | Segunda División   | 1952-53 | C.D. Atco. Baleares 3-4 Real Jaén C.F. |
| Canarias                 | U.D. Las Palmas             | Segunda División   | 1952-53 | Real Jaén 5-1 U.D. Las Palmas          |
| Cantabria                | R. Racing Club de Santander | Primera División   | 1953-54 | Real Santander S.D. 3-1 Real Jaén C.F. |
| Castilla-La Mancha       | C.D. Toledo                 | Tercera División   | 1945-46 | S.O. Jiennense 6-1 C.D. Toledo         |
| Castilla y León          | U.D. Salamanca              | Copa Federación    | 1951-52 | U.D. Salamanca 1-2 Real Jaén C.F.      |
| Cataluña                 | U.E. Lleida                 | Copa Federación    | 1952-53 | U.D. Lérida 1-1 Real Jaén C.F.         |
| Comunidad Valenciana     | C.D Segarra                 | Fase de Ascenso    | 1946-47 | C.D. Segarra 2-1 S.O. Jiennense        |
| Extremadura              | C.D. Badajoz                | Fase de Ascenso    | 1945-46 | C.D. Badajoz 2-1 S.O. Jiennense        |
| Galicia                  | U.D. Orensana               | Copa Federación    | 1951-52 | Real Jaén C.F. 3-1 U.D. Orensana       |
| La Rioja                 | C.D. Logroñés               | Copa del Rey       | 1992-93 | Real Jaén C.F. 0-0 C.D. Logroñés       |
| Comunidad de Madrid      | R. Madrid Castilla          | Segunda División   | 1952-53 | Real Jaén C.F. 5-2 A.D. Plus Ultra     |
| Región de Murcia         | C.D. Cieza                  | Tercera División   | 1947-48 | Real Jaén C.F. 4-0 C.D. Cieza          |
| Navarra                  | C.A. Osasuna                | Primera División   | 1953-54 | C.A. Osasuna 2-0 Real Jaén C.F.        |
| País Vasco               | Real Sociedad               | Primera División   | 1953-54 | Real Sociedad 2-1 Real Jaén C.F.       |
| Ceuta                    | S.D. Ceuta                  | Tercera División   | 1948-49 | S.D. Ceuta 1-0 Real Jaén C.F.          |
| Melilla                  | U.D. Melilla                | Tercera División   | 1944-45 | U.D. Melilla 3-1 S.O. Jiennense        |
| Andorra (país)           | F.C. Andorra                | Segunda División B | 1980-81 | Real Jaén C.F. 1-0 F.C. Andorra        |
| Protectorado (1943-1956) | C. Atco. Tetuán             | Tercera División   | 1943-44 | S.O. Jiennense 2-1 C.A. Tetuán         |

| Almería     | U.D. Almería                | Tercera División     | 1947-48 | U.D. Almería 1-1 Real Jaén C.F.               |
| Cádiz       | R.B. Linense                | Tercera División     | 1943-44 | R.B. Linense 2-2 S.O. Jiennense               |
| Córdoba     | R.C.D. Córdoba              | Tercera División     | 1943-44 | S.O. Jiennense 4-3 R.C.D. Córdoba             |
| Granada     | C. Rvo Granada              | Tercera División     | 1950-51 | C. Rvo Granada 0-2 Real Jaén C.F.             |
| Huelva      | R.C. Rvo de Huelva          | Tercera División     | 1943-44 | C. Rvo Onuba 4-0 S.O. Jiennense               |
| Jaén        | Linares Deportivo           | Tercera División     | 1943-44 | S.O. Jiennense 4-0 Linares Deportivo          |
| Málaga      | C.D. Málaga                 | Tercera División     | 1943-44 | C.D. Málaga 2-0 S.O. Jiennense                |
| Sevilla     | Coria C.F.                  | Tercera División     | 1943-44 | S.O. Jiennense 1-0 Coria C.F.                 |
| Huesca      |                             |                      |         |                                               |
| Zaragoza    | Real Zaragoza               | Primera División     | 1956-57 | Real Jaén C.F. 0-1 Real Zaragoza              |
| Teruel      |                             |                      |         |                                               |
| Las Palmas  | U.D. Las Palmas             | Segunda División     | 1952-53 | Real Jaén C.F. 5-1 U.D. Las Palmas            |
| Tenerife    | C.D. Tenerife               | Segunda División     | 1954-55 | C.D. Tenerife 1-0 Real Jaén C.F.              |
| Albacete    | Albacete Balompié           | Tercera División     | 1947-48 | Real Jaén C.F. 5-0 Albacete Balompié          |
| Ciudad Real | Tomelloso C.F.              | Copa del Rey         | 1947-48 | Tomelloso C.F. 5-0 Real Jaén C.F.             |
| Cuenca      | U.B. Conquense              | Segunda División B   | 2004-05 | U.B. Conquense 0-0 Real Jaén C.F.             |
| Guadalajara | C.D. Guadalajara            | Segunda División B   | 2008-09 | C.D. Guadalajara 0-1 Real Jaén C.F.           |
| Toledo      | C.D. Toledo                 | Tercera División     | 1945-46 | S.O. Jiennense 6-1 C.D. Toledo                |
| Ávila       | R. Ávila C.F.               | Segunda División B   | 1988-89 | R. Ávila C.F. 2-1 Real Jaén C.F.              |
| Burgos      | Burgos C.F.                 | Segunda División     | 2001-02 | Burgos C.F. 0-0 Real Jaén C.F.                |
| León        | S.D. Ponferradina           | Segunda División     | 2013-14 | S.D. Ponferradina 1-0 Real Jaén C.F.          |
| Palencia    | C.F. Palencia               | Fase de ascenso      | 2009-10 | Real Jaén C.F. 1-1 C.F. Palencia              |
| Salamanca   | U.D. Salamanca              | Copa Federación      | 1951-52 | U.D. Salamanca 1-2 Real Jaén C.F.             |
| Segovia     |                             |                      |         |                                               |
| Soria       | C.D. Numancia               | Segunda División     | 1997-98 | Real Jaén C.F. 1-0 C.D. Numancia              |
| Valladolid  | Real Valladolid             | Copa Federación      | 1952-53 | Real Jaén 2-2 Real Valladolid                 |
| Zamora      | Zamora C.F.                 | Segunda División B   | 1983-84 | Zamora C.F. 0-1 Real Jaén C.F.                |
| Barcelona   | F. C. Barcelona             | Primera División     | 1953-54 | C.F. Barcelona 6-2 Real Jaén C.F.             |
| Gerona      | Girona F.C.                 | Segunda División B   | 1979-80 | Real Jaén C.F. 4-0 Gerona C.F.                |
| Lérida      | U.E. Lleida                 | Copa Federación      | 1951-52 | U.D. Lérida 1-1 Real Jaén C.F.                |
| Tarragona   | Club Gimnàstic de Tarragona | Promoción de ascenso | 1966-67 | C. Gimnástico de Tarragona 1-2 Real Jaén C.F. |
| Alicante    | Alicante C.F.               | Zona Intermedia      | 1946-47 | Alicante C.F. 1-1 S.O Jiennense               |
| Castellón   | C.D. Segarra                | Zona Intermedia      | 1946-47 | C.D. Segarra 2-1 S.O. Jiennense               |
| Valencia    | Valencia Mestalla           | Zona Intermedia      | 1946-47 | C.D. Mestalla 5-0 S.O. Jiennense              |
| Badajoz     | C.D. Badajoz                | Zona Intermedia      | 1945-46 | C.D. Badajoz 2-1 S.O. Jiennense               |
| Cáceres     | C.P. Cacereño               | Zona Intermedia      | 1946-47 | C.D. Cacereño 3-0 S.O. Jiennense              |
| La Coruña   | R.C. Deportivo de La Coruña | Primera División     | 1953-54 | R.C. Deportivo 6-0 Real Jaén C.F.             |
| Lugo        | C. D. Lugo                  | Segunda División     | 2013-14 | C. D. Lugo 4-2 Real Jaén C.F.                 |
| Orense      | U.D. Orensana               | Copa Federación      | 1951-52 | Real Jaén C.F. 3-1 U.D. Orensana              |
| Pontevedra  | R.C. Celta de Vigo          | Primera División     | 1953-54 | Real Jaén C.F. 3-2 R.C. Celta de Vigo         |
| Álava       | Deportivo Alavés            | Segunda División     | 1976-77 | Deportivo Alavés 0-0 Real Jaén C.F.           |
| Guipúzcoa   | Real Sociedad               | Primera División     | 1953-54 | Real Sociedad 2-1 Real Jaén C.F.              |
| Vizcaya     | Athletic Club               | Primera División     | 1953-54 | Real Jaén C.F. 1-3 Atlético de Bilbao         |

| Campeonatos de liga   |                                       |         |                                                |         |
| Primera División      | Real Jaén C.F. 3-1 Sevilla F. C.      | 1953-54 | Real Jaén C.F. 0-2 C.A. Osasuna                | 1957-58 |
| Segunda División      | Real Jaén C.F. 2-0 R.C.D Córdoba      | 1952-53 | Real Jaén C.F. 2-3 Deportivo Alavés            | 2013-14 |
| 3.ª Federación        | Real Jaén C.F. 0-3 CF. Motril         | 2021-22 | Real Jaén C.F. 1-3 Atlético Malagueño          | 2024-25 |
| Segunda División B †  | Calvo Sotelo C.F. 2-1 Real Jaén C.F.  | 1979-80 | Real Jaén C.F. 0-0 F.C. Jumilla                | 2016-17 |
| Tercera División †    | C. Rvo Onuba 4-0 S.O. Jiennense       | 1943-44 | C.D. Huétor Tájar 1-1 Real Jaén C.F.           | 2020-21 |
| Fases de permanencia  |                                       |         |                                                |         |
| Permanencia 1.ª †     | C.D. Málaga 2-0 Real Jaén C.F.        | 1953-54 | C.D. Baracaldo-Altos Hornos 3-2 Real Jaén C.F. | 1953-54 |
| Permanencia 2.ª †     | C.D. Galdácano 1-1 Real Jaén C.F.     | 1960-61 | Real Jaén C.F. 2-0 C.D. Hospitalet             | 1962-63 |
| Permanencia en 3.ª    | C.D. Alhaurino 0-2 Real Jaén C.F.     | 2020-21 | C.D. Estepona F.S. 0-1 Real Jaén C.F.          | 2020-21 |
| Fases de ascenso      |                                       |         |                                                |         |
| 2.ª B a 2.ª †         | Real Jaén C.F. 2-2 Deportivo Alavés   | 1992-93 | Real Jaén C.F. 0-0 Huracán Valencia            | 2012-13 |
| 3.ª a 2.ª †           | Real Jaén C.F. 6-1 C.D. Toledo        | 1945-46 | Real Jaén C.F. 1-0 S.D. Eibar                  | 1966-67 |
| 3.ª a 2.ª B †         | Real Jaén C.F. 1-0 Talavera C.F.      | 1990-91 | C.D. Ejido 2012 1-1 Real Jaén C.F.             | 2019-20 |
| 3.ª Fed. a 2.ª Fed.   | Atlético Malagueño 1-1 Real Jaén C.F. | 2022-23 | Real Jaén C.F. 2-1 C. Atlético Central         | 2024-25 |
| Torneos coperos       |                                       |         |                                                |         |
| Copa del Rey          | S. O. Jiennense 3-2 Úbeda C. F.       | 1943-44 | Real Jaén C. F. 0-3 Cádiz C.F.                 | 2024-25 |
| Copa de la Liga 2.ª B | Real Jaén C. F. 0-1 Calvo Sotelo      | 1982-83 | Calvo Sotelo 2-1 Real Jaén C. F.               | 1982-83 |
| Copa Federación       | Linares Deportivo 2-4 S.O. Jiennense  | 1944-45 | C.D. Alcalá 1-0 Real Jaén C. F.                | 2009-10 |

## Trofeos Locales

### Trofeo del Olivo
A finales de agosto o principios de septiembre, con motivo de la presentación del equipo a la afición, el Real Jaén disputa el Trofeo del Olivo, para el cual suele invitar a un club de reconocido prestigio que milite en Primera División o Segunda División (como Atlético de Madrid, Real Betis Balompié o Málaga CF), una selección nacional (como Angola) o un rival de la provincia y alrededores (como CD Linares, Úbeda CF, Granada CF o Torredonjimeno CF). El trofeo se disputa normalmente a un solo partido pero el formato puede variar. El premio consiste en un olivo tallado en plata, símbolo indiscutible de la provincia, el Real Jaén lo ha conseguido en 23 ocasiones.

### Trofeo Lagarto de Jaén
El Trofeo Lagarto de Jaén es un torneo amistoso que organizó el Real Jaén. Fue creado en el verano de 2009, para respaldar la declaración de la Leyenda del Lagarto de Jaén como Tesoro del Patrimonio Cultural Inmaterial de España y su posterior candidatura a Patrimonio Cultural Inmaterial de la Humanidad ante la UNESCO aunque, finalmente, sólo se disputó en una ocasión.

## Jugadores internacionales
En este cuadro figuran los jugadores del Real Jaén que han sido jugadores internacionales con sus respectivas selecciones y las temporadas en la que defendieron la elástica del equipo andaluz. En negrita aparecen las fechas en las que coincidieron en ambos casos.
| Nombre                 | Nacionalidad         | Selección                                              | Años      | Temporada Real Jaén | Torneo destacado (cuando militaba en el club) |
| ---------------------- | -------------------- | ------------------------------------------------------ | --------- | ------------------- | --------------------------------------------- |
| Louis Hon              | Bandera de Francia   | Selección de fútbol de Francia                         | 1947-1949 | 1957/1958           |                                               |
| José Basualdo          | Bandera de Argentina | Selección de fútbol de Argentina                       | 1989-1995 | 1997/1998           |                                               |
| Manolo Jiménez Jiménez | Bandera de España    | Selección de fútbol de España                          | 1988-1990 | 1997/1998           |                                               |
| Adel Sellimi           | Bandera de Túnez     | Selección de fútbol de Túnez                           | 1993-2002 | 1997/1998           | Copa Mundial de Fútbol de 1998                |
| Claudio García         | Bandera de Argentina | Selección de fútbol de Argentina                       | 1991-1993 | 2000/2001           |                                               |
| Carlos Luis Torres     | Bandera de Paraguay  | Selección de fútbol de Paraguay                        | 1993-1995 | 2002/2003           |                                               |
| Jorge Horacio Serna    | Bandera de Colombia  | Selección de fútbol de Colombia                        | 1999-2002 | 2005/2006           |                                               |
| Iván Zarandona         | /                    | Selección de fútbol de Guinea Ecuatorial               | 2003-2017 | 2010/2011           |                                               |
| Ritchie Kitoko         | /                    | Selección de fútbol de Bélgica (categorías inferiores) | 2005-2010 | 2013/2014           |                                               |
| Jona Mejía             | /                    | Selección de fútbol de Honduras                        | 2013-2015 | 2013/2014           |                                               |
| Achille Emaná          | Bandera de Camerún   | Selección de fútbol de Camerún                         | 2003-2014 | 2019/20             |                                               |

## Entrenadores
En este apartado figuran los entrenadores que ha tenido el Real Jaén. En Primera División, en tres temporadas, el club tuvo 4 entrenadores, en Segunda División han ejercido el cargo 27 entrenadores; en Segunda División un total de 41 entrenadores, y finalmente en Tercera División han sido 19 las personas que han ocupado el banquillo jiennense.  
| Categorías futbolísticas                                              |
| --------------------------------------------------------------------- |
| Primera División Segunda División Segunda División B Tercera División |

| Nacionalidad     | Entrenador                      | Temporada | Periodo             | Periodo             | Partidos | Partidos | Partidos | Partidos | Títulos                   | Títulos                   |
| Nacionalidad     | Entrenador                      | Temporada | Inicio              | Final               | Liga     | Copa     | Fases    | Otros    | Títulos                   | Títulos                   |
| ---------------- | ------------------------------- | --------- | ------------------- | ------------------- | -------- | -------- | -------- | -------- | ------------------------- | ------------------------- |
| España           | Adolfo Bracero García           | 1951/1952 | 09 de sept. de 1951 | 10 de may. de 1953  | 26       | 0        | 0        | 7        | Campeonato 3.ª División   | Copa Federación           |
| España           | Adolfo Bracero García           | 1952/1953 | 09 de sept. de 1951 | 10 de may. de 1953  | 30       | 6        | 0        | 0        | Campeonato 2.ª División   | Campeonato 2.ª División   |
| España           | José González Petit Brand       | 1953/1954 | 13 de sept. de 1953 | 26 de jun. de 1954  | 30       | 0        | 10       | 0        |                           |                           |
| España           | Amadeo Sánchez Álvarez          | 1954/1955 | 12 de sept. de 1954 | 10 de abr. de 1955  | 30       | 0        | 0        | 0        |                           |                           |
| España           | Tomás Arnanz Arribas            | 1955/1956 | 11 de sept. de 1955 | 28 de oct. de 1956  | 30       | 4        | 0        | 0        | Campeonato 2.ª División   | Campeonato 2.ª División   |
| España           | Tomás Arnanz Arribas            | 1956/1957 | 11 de sept. de 1955 | 28 de oct. de 1956  | 8        | 0        | 0        | 0        |                           |                           |
| España           | José Millán González            | 1956/1957 | 11 de nov. de 1956  | 01 de may. de 1957  | 22       | 2        | 0        | 0        |                           |                           |
| Francia          | Louis Hon Antonin               | 1957/1958 | 15 de sept. de 1957 | 08 de jun. de 1958  | 30       | 4        | 0        | 0        |                           |                           |
| España           | Enrique Orizaola Velázquez      | 1958/1959 | 14 de sept. de 1958 | 3 de may. de 1959   | 30       | 2        | 0        | 0        |                           |                           |
| España           | Casimiro Benavente Ramos        | 1959/1960 | 13 de sept. de 1959 | 17 de abr. de 1960  | 30       | 2        | 0        | 0        |                           |                           |
| España           | José Valera Nocera              | 1960/1961 | 11 de sept. de 1960 | 06 de nov. de 1960  | 8        | 2        | 0        | 0        |                           |                           |
| España           | José Antonio Bermúdez Rodríguez | 1960/1961 | 13 de nov. de 1960  | 26 de nov. de 1960  | 3        | 0        | 0        | 0        |                           |                           |
| España           | Manuel López Llamosas           | 1960/1961 | 04 de dic. de 1960  | 15 de ene. de 1961  | 6        | 0        | 0        | 0        |                           |                           |
| España           | José Millán González            | 1960/1961 | 22 de ene. de 1961  | 01 de abr. de 1962  | 13       | 0        | 2        | 0        |                           |                           |
| España           | José Millán González            | 1961/1962 | 22 de ene. de 1961  | 01 de abr. de 1962  | 30       | 2        | 0        | 0        |                           |                           |
| España           | Casimiro Benavente Ramos        | 1962/1963 | 16 de sept. de 1962 | 14 de abr. de 1963  | 29       | 2        | 0        | 0        |                           |                           |
| España           | Ángel María Arregui             | 1962/1963 | 21 de abr. de 1963  | 21 de abr. de 1963  | 1        | 0        | 0        | 0        |                           |                           |
| España           | Gabriel Alonso                  | 1962/1963 | 27 de abr. de 1963  | 16 de jun. de 1963  | 0        | 2        | 2        | 0        |                           |                           |
| -                | -                               | 1963/1964 | -                   | -                   | -        | -        | -        | -        |                           |                           |
| España           | Joaquín Guillamón Rodríguez     | 1964/1965 | 15 de sept. de 1964 | 07 de jun. de 1965  | 30       | 0        | 2        | 0        | Campeonato 3.ª División   | Campeonato 3.ª División   |
| -                | -                               | 1965/1966 | -                   | -                   | -        | -        | -        | -        |                           |                           |
| España           | José Millán González            | 1966/1967 | 11 de sept. de 1966 | 11 de jun. de 1967  | 30       | 0        | 5        | 0        | Campeonato 3.ª División   | Campeonato 3.ª División   |
| España           | Manolo Doménech                 | 1967/1968 | 10 de sept. de 1967 | 3 de mar. de 1968   | 23       | 3        | 0        | 0        |                           |                           |
| España           | Joaquín Cortizo                 | 1967/1968 | 10 de mar. de 1968  | 28 de abr. de 1968  | 7        | 0        | 0        | 0        |                           |                           |
| -                | -                               | 1968/1969 | -                   | -                   | -        | 4        | -        | -        |                           |                           |
| -                | -                               | 1969/1970 | -                   | -                   | -        | 4        | -        | -        |                           |                           |
| España           | Eusebio Ríos                    | 1970/1971 | 06 de sept. de 1970 | 21 de may. de 1972  | 38       | 2        | 0        | 0        |                           |                           |
| España           | Eusebio Ríos                    | 1971/1972 | 06 de sept. de 1970 | 21 de may. de 1972  | 38       | 2        | 0        | 0        |                           |                           |
| España           | Pedro Eguiluz                   | 1972/1973 | 3 de sept. de 1972  | 27 de may. de 1973  | 38       | 2        | 0        | 0        |                           |                           |
| -                | -                               | 1973/1974 | -                   | -                   | -        | 4        | -        | -        |                           |                           |
| -                | -                               | 1974/1975 | -                   | -                   | -        | 4        | -        | -        |                           |                           |
| -                | -                               | 1975/1976 | -                   | -                   | -        | 4        | -        | -        | Campeonato 3.ª División   | Campeonato 3.ª División   |
| España           | Manuel Ruiz Sosa                | 1976/1977 | 05 de sept. de 1976 | 05 de jun. de 1977  | 38       | 2        | 0        | 0        |                           |                           |
| España Marruecos | Jacob Azafrani Beliti           | 1977/1978 | 04 de sept. de 1977 | 02 de oct. de 1977  | 5        | 1        | 0        | 0        |                           |                           |
| Argentina        | Esgardo Ciriaco Calvo Marini    | 1977/1978 | 09 de oct. de 1977  | 19 de feb. de 1978  | 21       | 3        | 0        | 0        |                           |                           |
| España           | Antonio Romero Maroto           | 1977/1978 | 26 de feb. de 1978  | 12 de mar. de 1978  | 3        | 0        | 0        | 0        |                           |                           |
| España           | Antonio Vega Godoy              | 1977/1978 | 18 de mar. de 1978  | 14 de may. de 1978  | 5        | 0        | 0        | 0        |                           |                           |
| España           | Manuel Ruiz Sosa                | 1978/1979 | 3 de sept. de 1978  | 17 de jun. de 1979  | 38       | 2        | 0        | 0        |                           |                           |
| -                | -                               | 1979/1980 | -                   | -                   | -        | 2        | -        | -        |                           |                           |
| -                | -                               | 1980/1981 | -                   | -                   | -        | -        | -        | -        |                           |                           |
| España           | Pedro González Carnero          | 1981/1982 | 20 de sept. de 1981 | 23 de may. de 1982  | 38       | 2        | 0        | 0        |                           |                           |
| España           | Carmelo Cedrún                  | 1982/1983 | 04 de sept. de 1982 | 02 de ene. de 1983  | 17       | 0        | 0        | 0        |                           |                           |
| España           | Juan Díaz Reina                 | 1982/1983 | 06 de ene. de 1983  | 06 de ene. de 1983  | 1        | 0        | 0        | 0        |                           |                           |
| España           | Eduardo Gómez García-Barbón     | 1982/1983 | 09 de ene. de 1983  | 05 de jun. de 1983  | 22       | 0        | 0        | 2        |                           |                           |
| España           | Nemesio Martín Montejo          | 1983/1984 | 3 de sept. de 1983  | 27 de may. de 1984  | 38       | 0        | 0        | 0        |                           |                           |
| España           | Juan José García Santos         | 1984/1985 | 02 de sept. de 1984 | 24 de feb. de 1985  | 26       | 2        | 0        | 0        |                           |                           |
| España           | Manuel Ruiz Sosa                | 1984/1985 | 3 de mar. de 1985   | 15 de dic. de 1985  | 12       | 0        | 0        | 0        |                           |                           |
| España           | Manuel Ruiz Sosa                | 1985/1986 | 3 de mar. de 1985   | 15 de dic. de 1985  | 16       | 4        | 0        | 0        |                           |                           |
| España           | José María García de Andoin     | 1985/1986 | 22 de dic. de 1985  | 26 de ene. de 1986  | 6        | 0        | 0        | 0        |                           |                           |
| España           | Manuel Haro Ruiz                | 1985/1986 | 02 de feb. de 1986  | 09 de feb. de 1986  | 2        | 0        | 0        | 0        |                           |                           |
| España           | Guillermo Martín González       | 1985/1986 | 16 de feb. de 1986  | 04 de may. de 1986  | 12       | 0        | 0        | 0        |                           |                           |
| España           | Juan de Dios Real Blanca        | 1985/1986 | 11 de may. de 1986  | 18 de may. de 1986  | 2        | 0        | 0        | 0        |                           |                           |
| España           | Juan Manuel Tartilán            | 1986/1987 | 31 de ago. de 1986  | 17 de may. de 1987  | 38       | 0        | 0        | 0        |                           |                           |
| España           | Tolo Plaza                      | 1987/1988 | 30 de ago. de 1987  | 16 de abr. de 1989  | 38       | 2        | 0        | 0        | Campeonato 3.ª División   | Campeonato 3.ª División   |
| España           | Tolo Plaza                      | 1988/1989 | 30 de ago. de 1987  | 16 de abr. de 1989  | 29       | 0        | 0        | 0        |                           |                           |
| España           | Juan Manuel Tartilán            | 1988/1989 | 30 de abr. de 1989  | 11 de feb. de 1990  | 9        | 0        | 0        | 0        |                           |                           |
| España           | Juan Manuel Tartilán            | 1989/1990 | 30 de abr. de 1989  | 11 de feb. de 1990  | 23       | 0        | 0        | 0        |                           |                           |
| España           | Antonio Bueno Jurado            | 1989/1990 | 17 de feb. de 1990  | 17 de feb. de 1990  | 1        | 0        | 0        | 0        |                           |                           |
| España           | Gregorio Manzano                | 1989/1990 | 24 de feb. de 1990  | 06 de jun. de 1991  | 14       | 2        | 6        | 0        |                           |                           |
| España           | Gregorio Manzano                | 1990/1991 | 24 de feb. de 1990  | 06 de jun. de 1991  | 38       | 0        | 0        | 0        |                           |                           |
| España           | Tolo Plaza                      | 1991/1992 | 21 de ago. de 1991  | 24 de may. de 1992  | 38       | 4        | 0        | 0        |                           |                           |
| España           | Crispi                          | 1992/1993 | 02 de sept. de 1992 | 27 de jun. de 1993  | 38       | 12       | 6        | 0        |                           |                           |
| España           | Tolo Plaza                      | 1993/1994 | 18 de ago. de 1993  | 24 de nov. de 1996  | 38       | 2        | 6        | 0        |                           |                           |
| España           | Tolo Plaza                      | 1994/1995 | 18 de ago. de 1993  | 24 de nov. de 1996  | 38       | 6        | 6        | 0        |                           |                           |
| España           | Tolo Plaza                      | 1995/1996 | 18 de ago. de 1993  | 24 de nov. de 1996  | 38       | 2        | 6        | 0        | Campeonato 2.ª División B | Campeonato 2.ª División B |
| España           | Tolo Plaza                      | 1996/1997 | 18 de ago. de 1993  | 24 de nov. de 1996  | 13       | 2        | 0        | 0        |                           |                           |
| España           | Quico Álvarez                   | 1996/1997 | 01 de dic. de 1996  | 26 de oct. de 1997  | 25       | 0        | 6        | 0        |                           |                           |
| España           | Quico Álvarez                   | 1997/1998 | 01 de dic. de 1996  | 26 de oct. de 1997  | 10       | 3        | 0        | 0        |                           |                           |
| España           | Juan Antonio Anquela            | 1997/1998 | 29 de oct. de 1997  | 02 de nov. de 1997  | 1        | 1        | 0        | 0        |                           |                           |
| España           | Manolo Jiménez                  | 1997/1998 | 09 de nov. de 1997  | 16 de may. de 1998  | 31       | 0        | 0        | 0        |                           |                           |
| España           | Antonio Teixidó                 | 1998/1999 | 30 de ago. de 1998  | 02 de abr. de 2000  | 38       | 2        | 0        | 0        |                           |                           |
| España           | Antonio Teixidó                 | 1999/2000 | 30 de ago. de 1998  | 02 de abr. de 2000  | 32       | 0        | 0        | 0        |                           |                           |
| España           | Juan Antonio Anquela            | 1999/2000 | 09 de abr. de 2000  | 16 de abr. de 2000  | 2        | 0        | 0        | 0        |                           |                           |
| España           | Juan Manuel Tartilán            | 1999/2000 | 23 de abr. de 2000  | 25 de jun. de 2000  | 4        | 0        | 6        | 0        |                           |                           |
| España           | Pedro Braojos                   | 2000/2001 | 3 de sept. de 2000  | 17 de jun. de 2001  | 42       | 2        | 0        | 0        |                           |                           |
| España           | Francisco López Alfaro          | 2001/2002 | 25 de ago. de 2001  | 22 de dic. de 2001  | 20       | 2        | 0        | 0        |                           |                           |
| España           | Juan Antonio Anquela            | 2001/2002 | 06 de ene. de 2001  | 17 de mar. de 2001  | 12       | 0        | 0        | 0        |                           |                           |
| España           | Manolo Jiménez                  | 2001/2002 | 24 de mar. de 2001  | 25 de may. de 2001  | 10       | 0        | 0        | 0        |                           |                           |
| España           | Juan Antonio Anquela            | 2002/2003 | 31 de ago. de 2002  | 26 de ene. de 2003  | 21       | 1        | 0        | 0        |                           |                           |
| España           | Josep María Nogués              | 2002/2003 | 02 de feb. de 2003  | 16 de may. de 2004  | 17       | 0        | 0        | 0        |                           |                           |
| España           | Josep María Nogués              | 2003/2004 | 02 de feb. de 2003  | 16 de may. de 2004  | 38       | 0        | 0        | 0        |                           |                           |
| España           | Juan Carlos Álvarez             | 2004/2005 | 29 de ago. de 2004  | 31 de oct. de 2004  | 10       | 0        | 0        | 0        |                           |                           |
| España           | José Jesús Aybar                | 2004/2005 | 07 de nov. de 2004  | 20 de nov. de 2005  | 28       | 0        | 0        | 0        |                           |                           |
| España           | José Jesús Aybar                | 2005/2006 | 07 de nov. de 2004  | 20 de nov. de 2005  | 13       | 0        | 0        | 0        |                           |                           |
| España           | José Aurelio Gay                | 2005/2006 | 27 de nov. de 2005  | 28 de may. de 2006  | 25       | 0        | 0        | 0        |                           |                           |
| España           | Jordi Vinyals                   | 2006/2007 | 27 de ago. de 2006  | 26 de may. de 2007  | 38       | 0        | 0        | 0        |                           |                           |
| España           | Fernando Campos                 | 2007/2008 | 26 de ago. de 2007  | 28 de oct. de 2007  | 10       | 2        | 0        | 0        |                           |                           |
| España           | Carlos Terrazas                 | 2007/2008 | 04 de nov. de 2007  | 26 de ago. de 2009  | 28       | 0        | 0        | 0        |                           |                           |
| España           | Carlos Terrazas                 | 2008/2009 | 04 de nov. de 2007  | 26 de ago. de 2009  | 38       | 0        | 6        | 10       | Copa Federación           | Copa Federación           |
| España           | Carlos Terrazas                 | 2009/2010 | 04 de nov. de 2007  | 26 de ago. de 2009  | 0        | 0        | 0        | 0        |                           |                           |
| España           | Manolo Herrero                  | 2009/2010 | 30 de ago. de 2009  | 30 de ago. de 2009  | 1        | 0        | 0        | 0        |                           |                           |
| España           | Álvaro Cervera                  | 2009/2010 | 06 de sept. de 2009 | 05 de jun. de 2010  | 38       | 1        | 4        | 2        |                           |                           |
| España           | José Miguel Campos              | 2010/2011 | 29 de ago. de 2010  | 02 de ene. de 2011  | 19       | 1        | 0        | 0        |                           |                           |
| España           | Manolo Herrero                  | 2010/2011 | 09 de ene. de 2011  | 07 de jun. de 2014  | 19       | 0        | 0        | 0        |                           |                           |
| España           | Manolo Herrero                  | 2011/2012 | 09 de ene. de 2011  | 07 de jun. de 2014  | 38       | 2        | 2        | 0        |                           |                           |
| España           | Manolo Herrero                  | 2012/2013 | 09 de ene. de 2011  | 07 de jun. de 2014  | 38       | 4        | 6        | 0        | Campeonato 2.ª División B | Campeonato 2.ª División B |
| España           | Manolo Herrero                  | 2013/2014 | 09 de ene. de 2011  | 07 de jun. de 2014  | 42       | 4        | 0        | 0        |                           |                           |
| España           | José Jesús Aybar                | 2014/2015 | 24 de ago. de 2014  | 11 de ene. de 2015  | 20       | 1        | 0        | 0        |                           |                           |
| España           | Rafael Berges                   | 2014/2015 | 25 de ene. de 2015  | 17 de may. de 2015  | 18       | 0        | 0        | 0        |                           |                           |
| España           | Gonzalo Arconada                | 2015/2016 | 22 de ago. de 2015  | 15 de may. de 2016  | 38       | 0        | 0        | 0        |                           |                           |
| España           | Ramón Tejada Carrégalo          | 2016/2017 | 20 de ago. de 2016  | 12 de mar. de 2017  | 29       | 0        | 0        | 0        |                           |                           |
| España           | José Manuel Barla               | 2016/2017 | 19 de mar. de 2017  | 13 de may. de 2017  | 29       | 0        | 0        | 0        |                           |                           |
| España           | David Rojas Díaz                | 2017/2018 | 17 de may. de 2017  | 26 de sept. de 2017 | 7        | 0        | 0        | 0        |                           |                           |
| España           | Salva Ballesta                  | 2017/2018 | 26 de sept. de 2017 | 22 de feb. de 2018  | 22       | 0        | 0        | 0        |                           |                           |
| España           | Andrés García Tébar             | 2017/2018 | 01 de mar. de 2018  | 27 de may. de 2018  | 11       | 0        | 2        | 0        |                           |                           |
| España           | Germán Crespo Sánchez           | 2018/2019 | 28 de may. de 2018  | 01 de jul. de 2019  | 42       | 2        | 4        | 0        | Campeonato 3.ª División   | Campeonato 3.ª División   |
| España           | Alberto González Fernández      | 2019/2020 | 05 de jul. de 2019  | 29 de ene. de 2020  | 21       | 2        | 0        | 9        |                           |                           |
| España           | José Reina Sánchez              | 2019/2020 | 29 de ene. de 2020  | 04 de feb. de 2020  | 1        | 0        | 0        | 0        |                           |                           |
| España           | Bernardo Plaza                  | 2019/2020 | 05 de feb. de 2020  | 08 de feb. de 2020  | 0        | 0        | 0        | 0        |                           |                           |
| España           | Jaime Pérez Avilés              | 2019/2020 | 08 de feb. de 2020  | 30 de nov. de 2020  | 6        | 0        | 2        | 0        |                           |                           |
| España           | Jaime Pérez Avilés              | 2020/2021 | 08 de feb. de 2020  | 30 de nov. de 2020  | 2        | 0        | 0        | 2        |                           |                           |
| España           | José María Pajares              | 2020/2021 | 30 de nov. de 2020  | 07 de feb. de 2021  | 9        | 0        | 0        | 0        |                           |                           |
| España           | Juan Arsenal                    | 2020/2021 | 08 de feb. de 2021  | 22 de feb. de 2022  |          |          |          |          |                           |                           |
| España           | Emilio Ferreras                 | 2021/2022 | 23 de feb. de 2022  | 30 de jun. de 2022  |          |          |          |          |                           |                           |
| España           | Manuel Chumila Nocete           | 2022/2023 | 1 de jul. de 2022   | 30 de junio de 2023 |          |          |          |          |                           |                           |
| España           | Emilio Fajardo                  | 2023/2024 | 1 de jul. de 2023   | 18 de marzo de 2024 |          |          |          |          |                           |                           |
| España           | Roberto Peragón                 | 2023/2024 | 19 de marzo de 2024 | 19 de enero de 2025 |          |          |          |          |                           |                           |
| España           | Manuel Herrero Galaso           | 2024/2025 | 20 de enero de 2025 | actualidad          | 17       | 0        | 0        | 0        |                           |                           |

### Estadísticas
El exjugador del Real Jaén, Manolo Herrero, es el entrenador que más tiempo ha ocupado, hasta ahora, el banquillo blanco con 1245 días, seguido de Tolo Plaza con 1193 días, José Millán González con 870 días, Manuel Ruiz Sosa con 787, Carlos Terrazas con 660 días, Adolfo Bracero con 608 y Antonio Teixidó con 580 días. En cuanto a partidos dirigidos, Tolo Plaza encabeza esta lista con 232 partidos, seguido de Manolo Herrero con 138 y Manuel Ruiz Sosa con 104. En el lado opuesto, figuran los entrenadores como Antonio Bueno Jurado, Juan Díaz Reina y Arregui con tan solo 1 partido dirigido.
El banquillo del Real Jaén por temporadas ha sido ocupado en 7 ocasiones por Tolo Plaza seguido de Manolo Herrero con 5 temporadas; Millan González, Ruiz Sosa y Anquela con 3 direcciones no consecutivas. Por nacionalidades, los españoles son mayoría con 62 entrenadores (uno de ellos nacido en el Protectorado español en Marruecos), además el banquillo ha tenido un entrenador francés y otro de origen argentino.
El entrenador más laureado sigue siendo Adolfo Bracero con 3 títulos (2 ligas consecutivas de Tercera y Segunda División y una copa Federación). Con 2 ligas de Tercera y Segunda División B, Tolo Plaza, y con un título Tomás Arnanz (Liga de Segunda División), Joaquín Guillamón Rodríguez (Liga de Tercera División), José Millán (Liga de Tercera División), Carlos Terrazas (Copa Federación), Manolo Herrero (Liga de Segunda División) y Germán Crespo con una liga de Tercera División.

## Presidentes de la entidad
Desde su fundación el club ha tenido 46 presidentes, contando los presidentes que han repetido, de forma no consecutiva, en el cargo. En ocasiones ha habido junta gestora e incluso llegó a haber un triunvirato. Actualmente el club tiene el siguiente organigrama:

### Consejo de administración[36]
- Presidente: Ildefonso Ruiz Fernández
- Vicepresidente: Ramón García Fenoy (Accionista Mayoritario a través de Fomento y Promoción del Real Jaén S.L.)
- Director general: Rafael Hernández Pérez
- Consejero delegado: Juan Andrés López Mena
- Consejero: Francisco Lopera Hernández
- Consejero: Juan Bautista Varela Díaz

### Accionistas
- Accionista mayoritario: Fomento y Promoción del Real Jaén S.L. (63,10%)
- Don Rafael Cabrera Daoiz (11.80%)
- Cajas de Ahorros (8.70%)
- Pequeños accionistas (8.40%)
- Don Juan Carlos Hidalgo Mora (5.70%)
- Don Carlos Sánchez López (2.30%)

## Categorías inferiores
El Real Jaén cuenta con equipos en categorías inferiores que sirven de cantera para el club. El total de equipos filiales y fútbol base del Real Jaén Club de Fútbol en la temporada 2020/2021 es el siguiente:
- Real Jaén Juvenil  - Liga Nacional
- Real Jaén Juvenil B - Segunda División Andaluza (nivel provincial)
- Real Jaén Juvenil C - Tercera División Andaluza (nivel provincial)
- Real Jaén Cadete - Primera Andaluza Grupo 2 (nivel autonómico)
- Real Jaén Cadete B - Segunda Andaluza (nivel provincial)
- Real Jaén Cadete C - Tercera Andaluza (nivel provincial)
- Real Jaén Infantil - Primera Andaluza Grupo 2 (nivel autonómico)
- Real Jaén Infantil B - Segunda Andaluza (nivel provincial)
- Real Jaén Infantil C - Tercera Andaluza (nivel provincial)
- Real Jaén Alevín - Segunda Andaluza (nivel provincial)

### Real Jaén Club de Fútbol "B"
El Real Jaén "B" fue el equipo filial del Real Jaén y militó su última temporada (2016/2017) en el Grupo 3.º de Primera Andaluza, tras la que desapareció por problemas económicos. El terreno de juego en el que disputaba sus partidos como local es el Campo Federativo Sebastián Barajas.

### Antiguas secciones

#### Real Jaén FS
El Jaén Fútbol Sala mantuvo desde 2008 un acuerdo de filialidad con el Real Jaén Club de Fútbol, por el cual el equipo de Fútbol Sala tomaba el nombre de Real Jaén FS y el escudo del club.
Este equipo militaba en Primera Nacional "A" y juega sus partidos como local en el Pabellón Polideportivo La Salobreja. El 3 de noviembre de 2009 el Real Jaén rompe de forma unilateral el acuerdo con el Jaén Fútbol Sala, al considerar que el acuerdo de este último con un patrocinador, incumplía el acuerdo de mantener el nombre de Real Jaén FS. En estos momentos el equipo de fútbol sala se llama Jaén Paraíso Interior FS y no mantiene vínculos con el Real Jaén CF.

#### Real Jaén Femenino
El Real Jaén Femenino militó en la máxima categoría del fútbol femenino español, la Superliga. Al igual que el Real Jaén "B", el Real Jaén Femenino disputaba sus encuentros como local en el Campo Federativo Sebastián Barajas. Este equipo desapareció por problemas económicos del club y actualmente el Real Jaén no cuenta con equipo femenino.

## Curiosidades
- El FC Barcelona - Real Jaén CF disputado el 6 de octubre de 1957, representó el primer partido oficial jugado en el histórico estadio Camp Nou de Barcelona, estadio inaugurado unas semanas antes. Este encuentro finalizó con el triunfo local por 6-1.

- Con el gol de Sará en el FC Barcelona - Real Jaén CF del 6 de octubre de 1957, el Real Jaén se convirtió en el primer equipo visitante que marca un gol en el Camp Nou en partido oficial.

- El Real Jaén alcanzó la 2.ª posición en Primera División, tras el Real Madrid CF (1.º), en la tercera jornada de la temporada 1957/58, siendo la mejor clasificación provisional conseguida por el Real Jaén.

- El Estadio Ramón Sánchez Pizjuán, propiedad del Sevilla FC, fue inaugurado con un partido amistoso entre el Sevilla FC y el Real Jaén el 7 de septiembre de 1958. El resultado final fue empate a 3 goles.

- El Estadio de la Victoria, estadio que viese jugar al Real Jaén en Primera División, cerró su ciclo histórico con un partido importantísimo de Segunda División entre el Real Jaén y el Real Betis (17/6/2001) con resultado final de 0-2, resultado que devolvió al Real Betis a Primera División. Tras este partido, y un concierto de Julio Iglesias, el estadio fue demolido.[39]

- En el año 1938 se proclama campeón de la Copa del Presidente de la República tras derrotar en la final al Olímpica de Játiva por 5-1. Este título carece de reconocimiento alguno por la RFEF o cualquier otro órgano institucional.[cita requerida]

- Con 2 copas logradas en 1952 y en 2009, el Real Jaén es el segundo equipo que más veces ha ganado la Copa Real Federación Española de Fútbol, más conocida como Copa Federación, sólo superado por el CD Puertollano, que la ha logrado en 3 ocasiones.